# Mobilisation française de 1914
Vous lisez un « bon article » labellisé en 2013.
Pour un article plus général, voir Première Guerre mondiale.

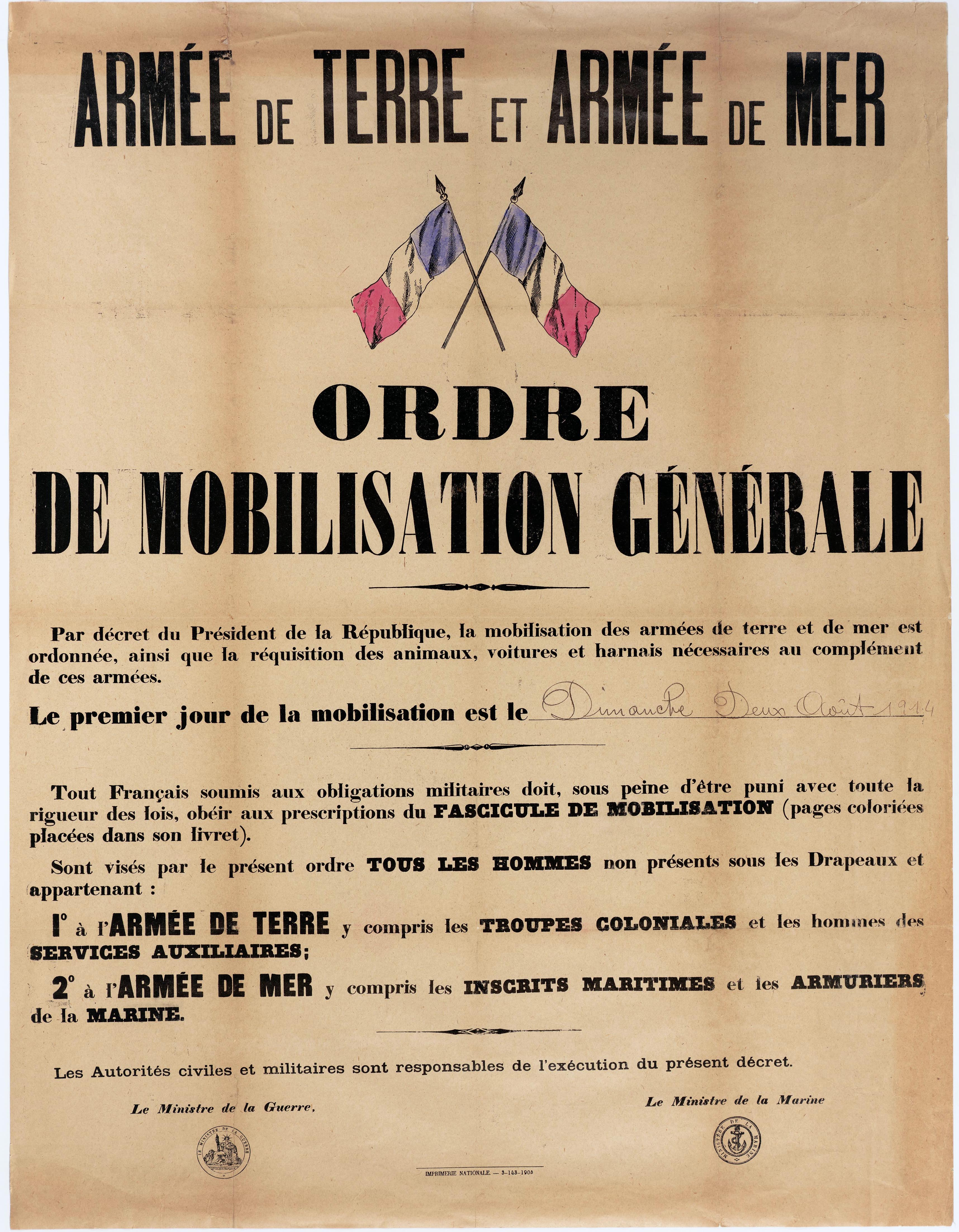
Affiche Ordre de mobilisation générale datée du 2 août 1914, conservée aux Archives nationales.

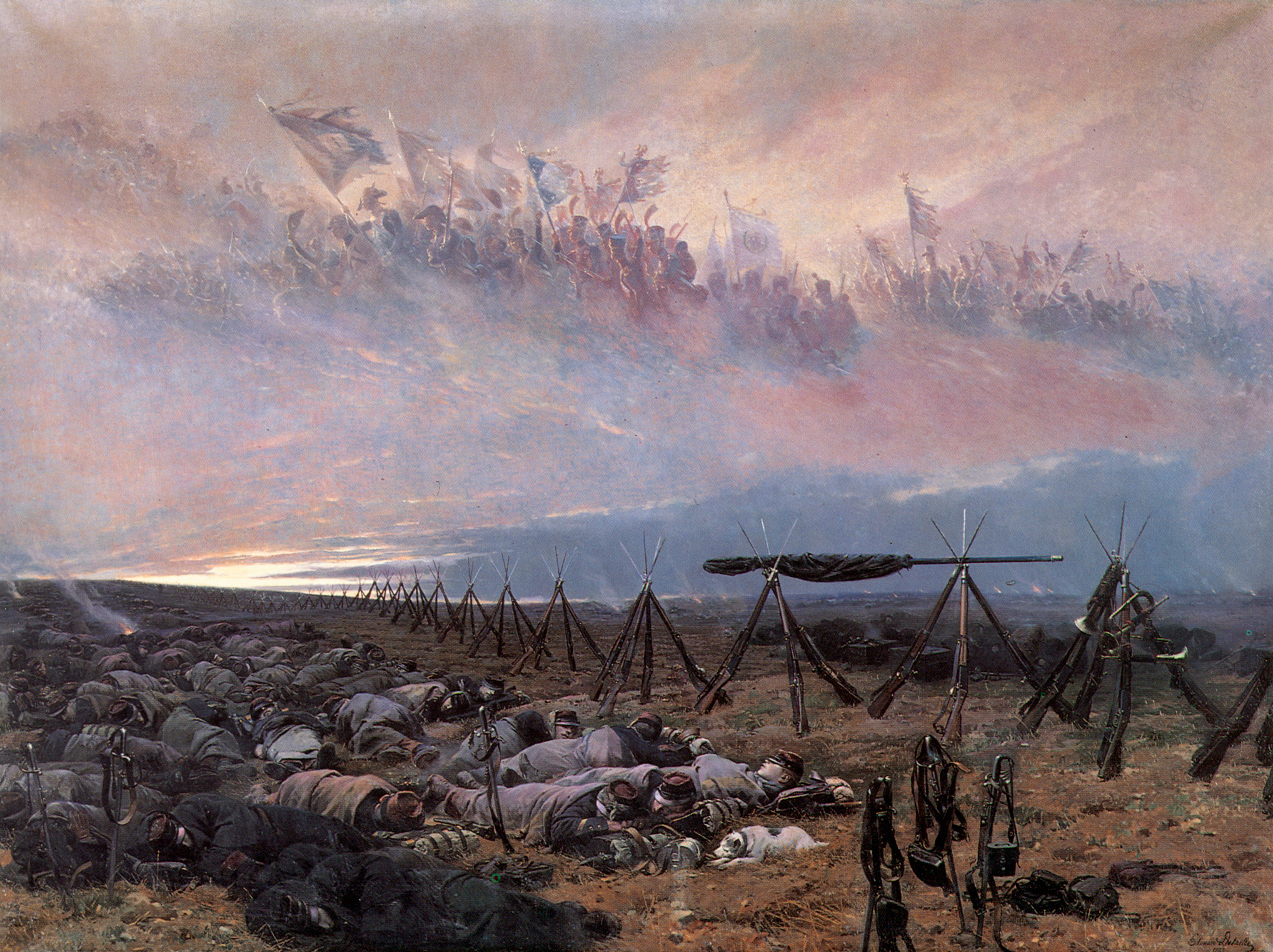
Édouard Detaille, Le Rêve, 1888 : tableau montrant des conscrits de la Troisième République en manœuvre rêvant de leurs prédécesseurs. Cette toile patriotique de trois mètres sur quatre primée au Salon de 1888 fut achetée par l'État et reproduite en grand nombre.

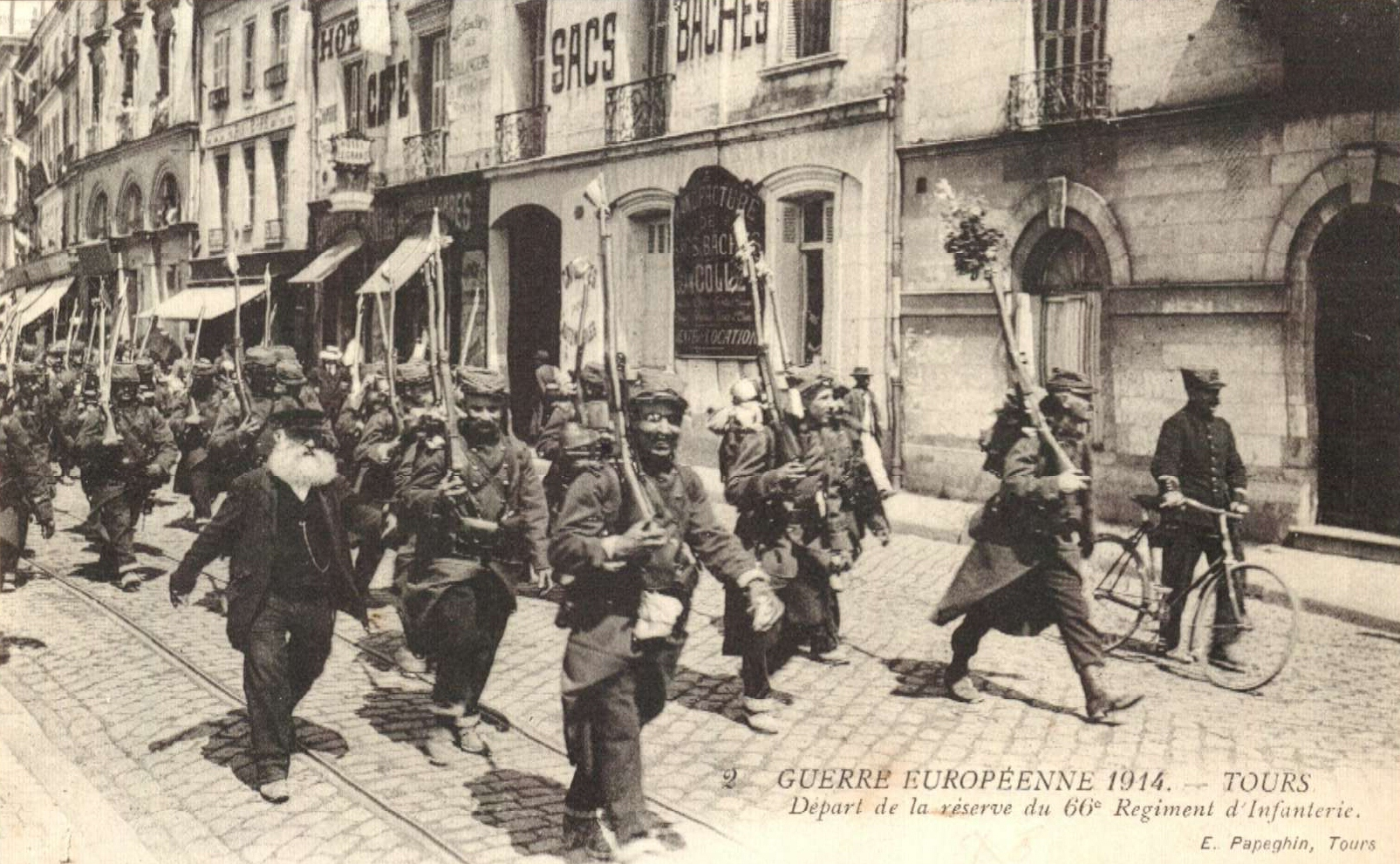
Colonne de soldats du d'infanterie marchant, des petits drapeaux au bout des fusils, vers la gare de Tours le 5 août 1914 au matin ; ils arrivent à Flavigny-sur-Moselle (près de Nancy) le 6 août 1914-.

La mobilisation française de 1914 est l'ensemble des opérations au tout début de la Première Guerre mondiale qui permet de mettre l'armée et la marine françaises sur le pied de guerre, avec notamment le rappel théorique sous les drapeaux de tous les Français aptes au service militaire. Planifiée de longue date (le plan XVII), l'affectation de chaque homme était prévue selon son âge et sa résidence.
Déclenchée en réaction aux mesures équivalentes prises par l'Allemagne, la mobilisation française s'est déroulée en 17 jours, du 2 au 18 août 1914, et comprenait le transport, l'habillement, l'équipement et l'armement de plus de trois millions d'hommes dans tous les territoires français, en métropole mais aussi dans certaines colonies, puis leur acheminement par voie ferrée essentiellement vers la frontière franco-allemande de l'époque.
Un tel événement a eu des conséquences politiques (« l'Union sacrée »), socio-économiques (à cause du départ de la quasi-totalité des jeunes hommes) et bien sûr militaires (le début de la bataille des Frontières). C'est la première fois qu'une mobilisation générale est décrétée en France (en 1870, seule l'armée de métier est mobilisée) ; la seconde a eu lieu en 1939. En août 1914, 3 780 000 hommes sont mobilisés ; au total, durant toute la guerre, environ 8 410 000 soldats et marins français furent mobilisés, dont 7 % de soldats indigènes.

## Préparation
La révolution industrielle transforme l'art de la guerre, non seulement par l'évolution de l'armement et de l'équipement, mais surtout par la capacité donnée aux États d'entretenir des effectifs militaires considérables en cas de guerre : d'armées composées de quelques centaines de milliers, on passe à des millions d'hommes. Comme il est économiquement et socialement impossible de tous les maintenir sous l'uniforme en permanence, ils sont laissés à la vie civile pendant le temps de paix, les États les mobilisant en cas de conflit tout en espérant que celui-ci soit court.

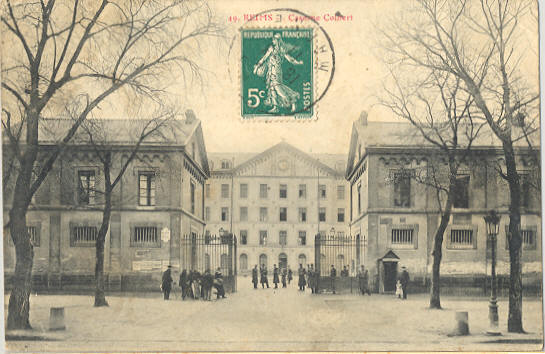
La majorité des villes françaises servent de garnison : ici, entrée de la caserne Colbert, à Reims, en 1911 (hébergeant le d'infanterie).

L'armée française est donc, de la fin du XIXe siècle jusqu'à la fin du XXe siècle, une armée de conscription, comme toutes les armées des grandes puissances continentales européennes de l'époque : seulement une faible partie de ses effectifs est professionnelle (notamment une partie des troupes coloniales ainsi que la Légion étrangère).
Cette situation est conforme à l'idéologie égalitaire d'une partie des républicains sous la Troisième République, dans un contexte plutôt militariste et patriotique : des sociétés conscriptives (dont les membres pratiquent dès l'adolescence la gymnastique, le tir et l'instruction militaire), se multiplient après 1871, le ministère de l'Instruction publique a en 1881 une commission d'éducation militaire, la Ligue des patriotes est fondée en 1882, des écoles forment des bataillons scolaires dans le cadre de l'instruction civique, défilant les 14-Juillet en uniforme et portant des « fusils scolaires » de 1882 à 1889. En 1913, 221 villes de province ont une garnison, d'où l'omniprésence des uniformes dans les rues, avec des défilés, des retraites (marches à travers les rues le soir), la musique militaire, etc.

### Législation

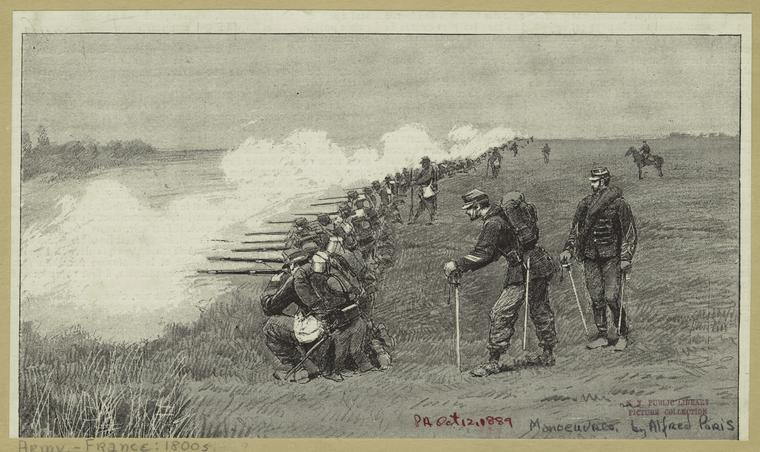
Unité d'infanterie française en manœuvre, 1889. Chaque homme apte est formé pendant son service, puis ultérieurement reprend l'uniforme lors de « périodes » d'entraînement.

À la suite de la guerre franco-allemande de 1870, la Troisième République organise le recrutement de ses armées par la loi du 27 juillet 1872 (loi Cissey) : « tout Français peut être appelé, depuis l'âge de vingt ans jusqu'à celui de quarante », le service est de cinq ans avec sélection par tirage au sort, mais avec possibilité d'être réformé (pour les motifs de petite taille, de malformation, de maladie respiratoire, etc.), remplacé ou exempté (pour les chargés de famille, les ecclésiastiques, les enseignants, etc.). Le service passe de cinq à trois ans par la loi du 15 juillet 1889 (loi Freycinet). Cette situation est réformée par la loi du 21 mars 1905 (loi Berteaux) qui supprime le tirage au sort, les remplacements ainsi que les exemptions : désormais tous les hommes sont appelables pour deux ans. Enfin, la loi du 7 août 1913 (loi Barthou) fait passer le service militaire de deux à trois années.
La conséquence théorique de ces lois est qu'entre 1905 et 1914 chaque homme français arrivé à ses 20 ans (juste avant l'âge de la majorité à l'époque) doit être recensé dans une liste nominative puis faire son service militaire pendant deux puis trois années dans l'armée d'active (de ses 21 à ses 23 ans), avant d'être rendu à la vie civile. Pendant les onze années après son service, il fait partie de la réserve de l'armée d'active (de ses 24 à 34 ans), puis pendant sept ans de l'armée territoriale (de ses 35 à 41 ans) et enfin pendant encore sept ans de la réserve de l'armée territoriale (de ses 42 à 48 ans). Les hommes faisant leur service sont versés dans les régiments d'active, théoriquement recrutés localement ; après leur service, ils seront convoqués trois fois pour des périodes de manœuvres et d'exercices, à raison de deux fois pour les réservistes (chacun durant quatre semaines) et une fois pour les territoriaux (seulement deux semaines). En théorie, les hommes déclarés inaptes pour insuffisances physiques sont quand même astreints aux obligations militaires, sous la forme du service auxiliaire (dans les bureaux, les dépôts, le service de santé, etc.). Un dernier cas est celui des « affectés spéciaux », c'est-à-dire les douaniers, les chasseurs forestiers, les hommes des sections de chemins de fer de campagne, ainsi que les postes et télégraphes.

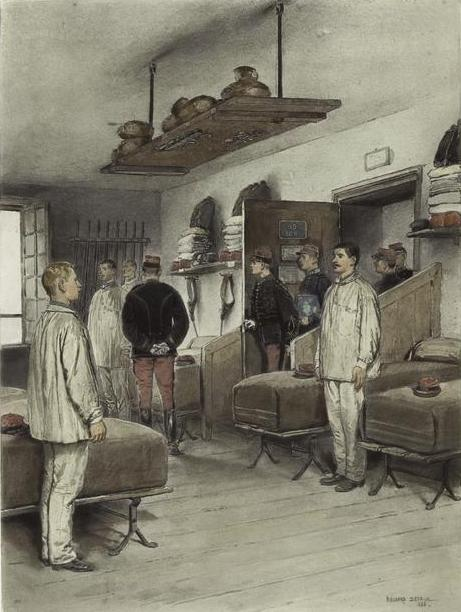
Édouard Detaille, Inspection des chambres, 1885.

Chaque année est donc recrutée une « classe » de conscrits : une classe est l'ensemble des hommes nés une même année et aptes au service. Le numéro d'une classe correspond à l'année de son recensement, réalisé en général en décembre de l'année de leurs vingt ans ; l'incorporation se fait l'année après le recensement, à l'automne. Les hommes de l'active et les plus jeunes de la réserve doivent constituer lors de la mobilisation les unités envoyées au combat, tandis que les réservistes plus vieux sont destinés à former des régiments de réserve maintenus en arrière du front ou à remplir les dépôts en attendant de remplacer les pertes. Les hommes de l'armée territoriale doivent constituer des unités destinées à des tâches en arrière du front, telles que la garnison des places ou des travaux de retranchement. Enfin, les hommes de la réserve de l'armée territoriale doivent servir à surveiller les voies ferrées et le littoral.
Le recrutement du personnel de la Marine nationale est différent, fondé sur l'inscription maritime : les hommes exerçant la navigation maritime ou fluviale sont astreints au service dans l'« armée de mer », avec un service de cinq ans en temps de paix. Mais comme la flotte a besoin d'un grand nombre de techniciens qualifiés, le recrutement de ces derniers s'étend sur l'ensemble du territoire, l'inscription maritime ne fournissant que la moitié des effectifs de la flotte en cas de mobilisation.

### Planification

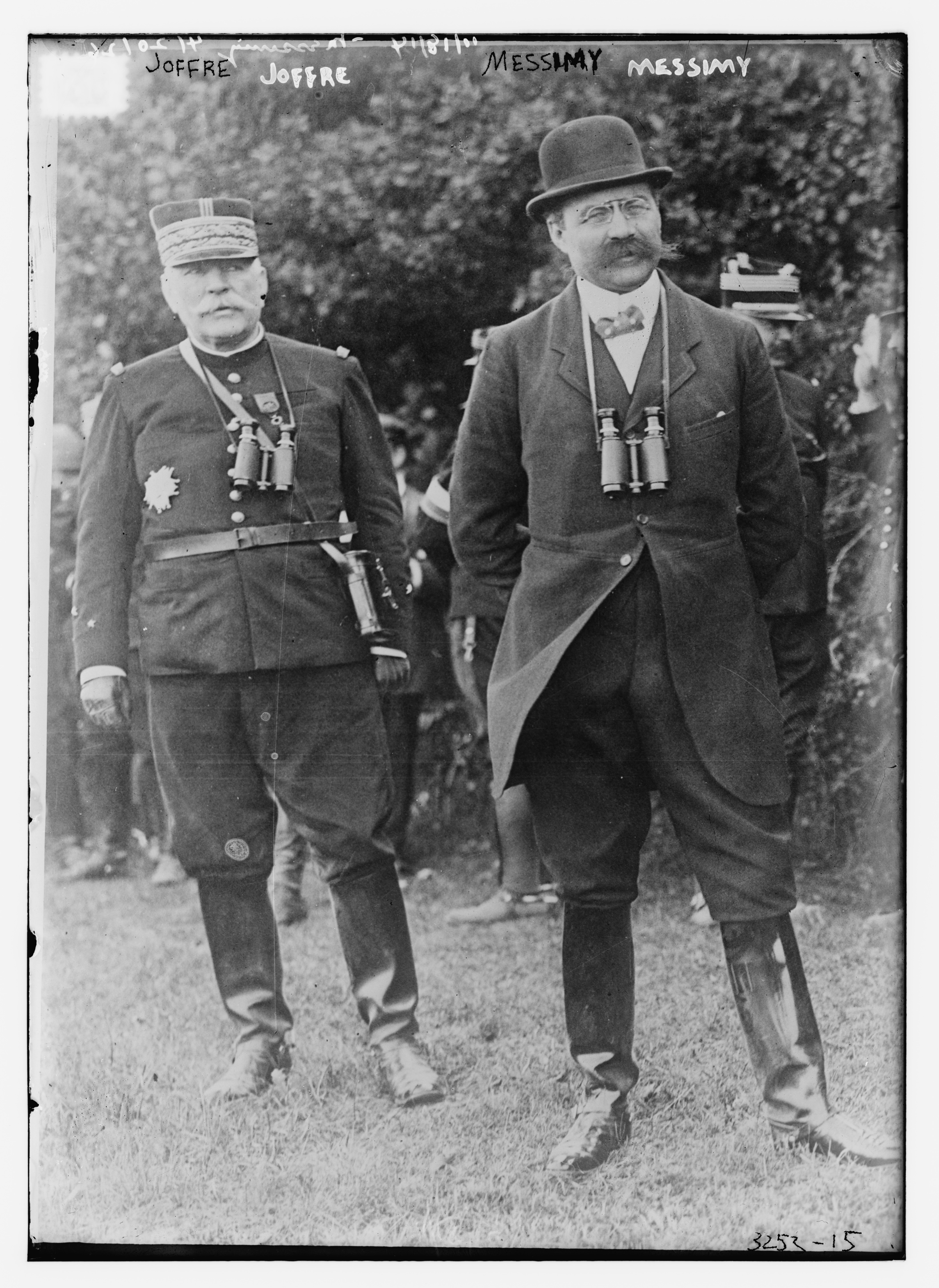
Les deux principaux responsables des forces armées françaises en 1914 : à gauche, Joseph Joffre (chef de l'État-Major général de l'Armée) ; à droite, Adolphe Messimy (ministre de la Guerre).

La planification de toute la mobilisation est établie par l'État-Major général de l'Armée, dont le chef est depuis 1911 le général de division Joffre, notamment ses 1er bureau (organisation et mobilisation de l'armée, dirigé en 1914 par le lieutenant-colonel Giraud) et 4e bureau (étapes, chemins de fer, transport de troupes par voie de fer et par eau, dirigé par le lieutenant-colonel Ragueneau).
Le plan appliqué en 1914 est le plan XVII, établi en 1913 par l'État-Major et validé par le Conseil supérieur de la guerre. Il prévoit la mobilisation des hommes, leur concentration aux frontières, leur organisation en plusieurs armées et les directions des premières offensives. Mais comme tout cela prend environ une quinzaine de jours, il faut aussi prévoir une couverture de cette mobilisation par une partie des troupes d'active. Les rôles confiés à la marine de guerre, qui est surclassée par la marine allemande, sont de seulement protéger les convois de troupes venant d'Algérie et du Maroc (en espérant que l'Italie soit neutre) et d'interdire la Manche aux navires allemands (en espérant avoir le concours britannique).

#### Organisation des troupes
En cas de mobilisation partielle (motivée par la « menace d'agression caractérisée par le rassemblement de forces étrangères en armes »), seules les deux classes les plus jeunes de la réserve sont appelées. En cas de mobilisation générale, tous sont appelés, sans aucune notification individuelle. Chaque homme a dans son livret militaire une feuille de route (« fascicule de mobilisation », le modèle A est rose si le mobilisé doit utiliser le chemin de fer, le modèle A1 est vert clair s'il doit marcher) avec sa date d'appel et son trajet (gratuit) jusqu'à son dépôt, où il doit être habillé, équipé et armé.

Les quatre pages du fascicule de mobilisation (modèle A)
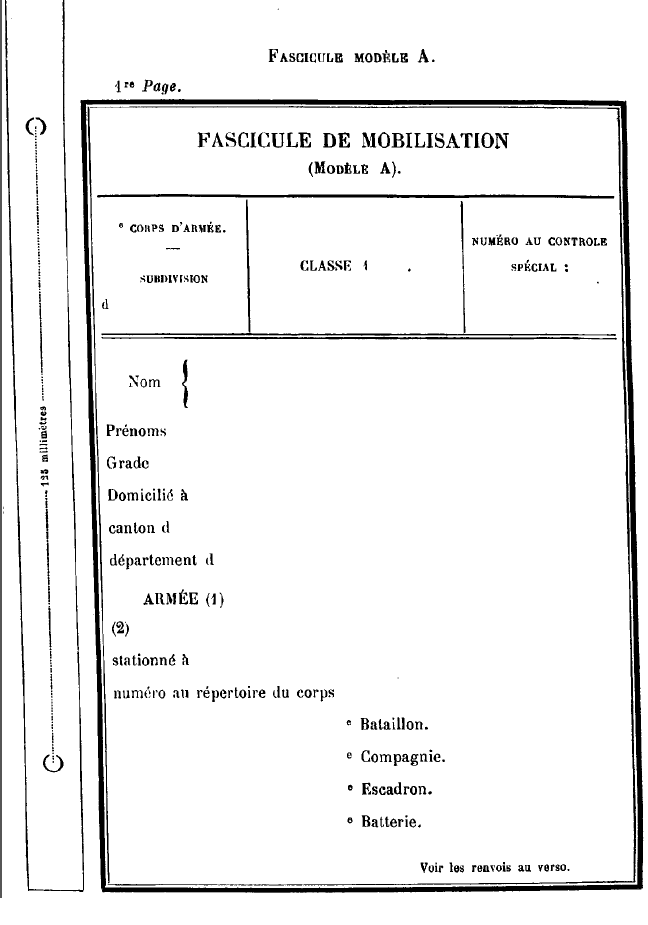
Identité du titulaire.
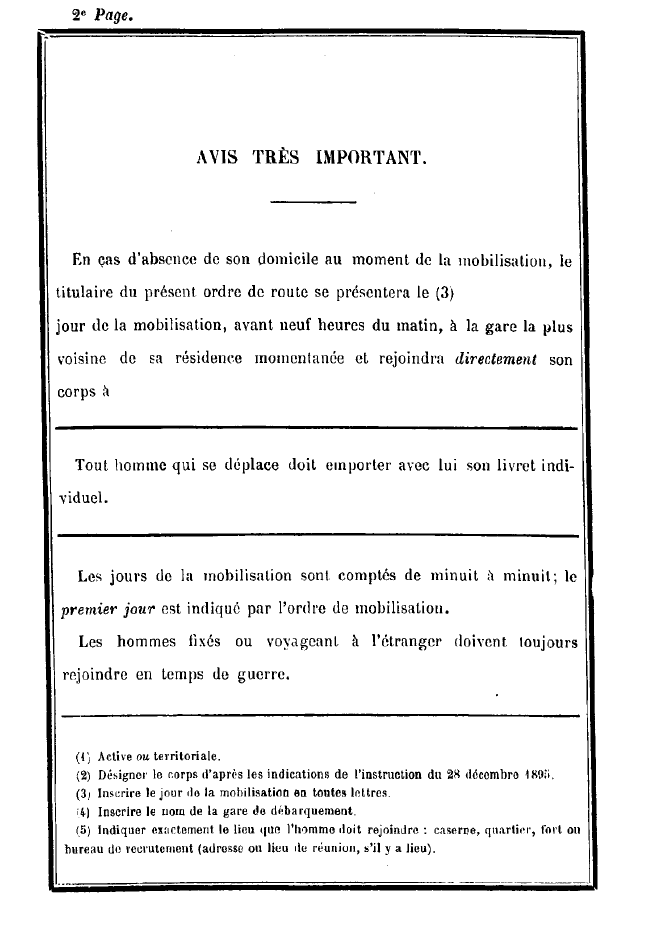
« Avis très important ».
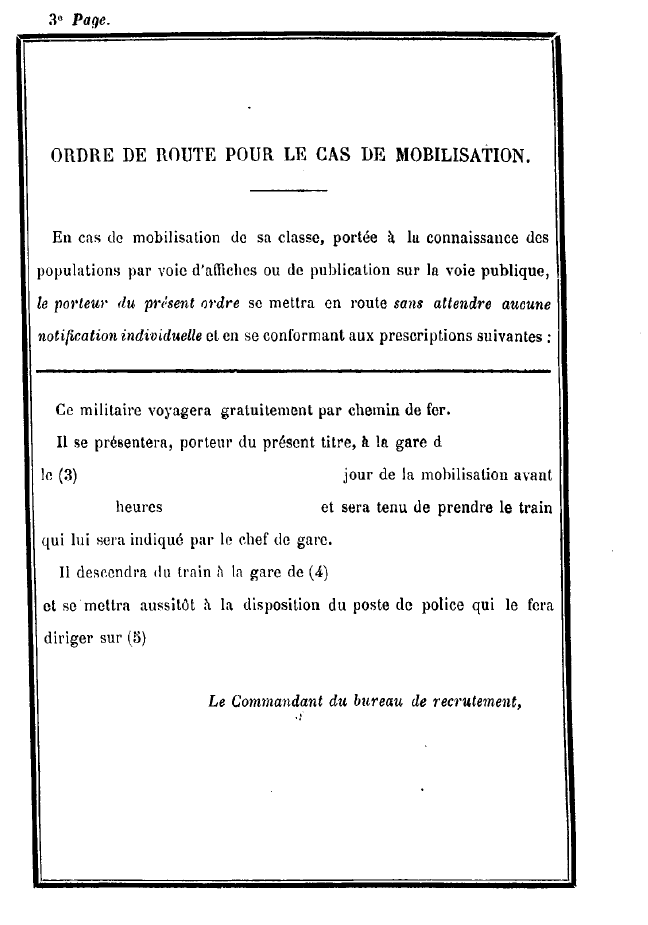
« Ordre de route pour le cas de mobilisation ».
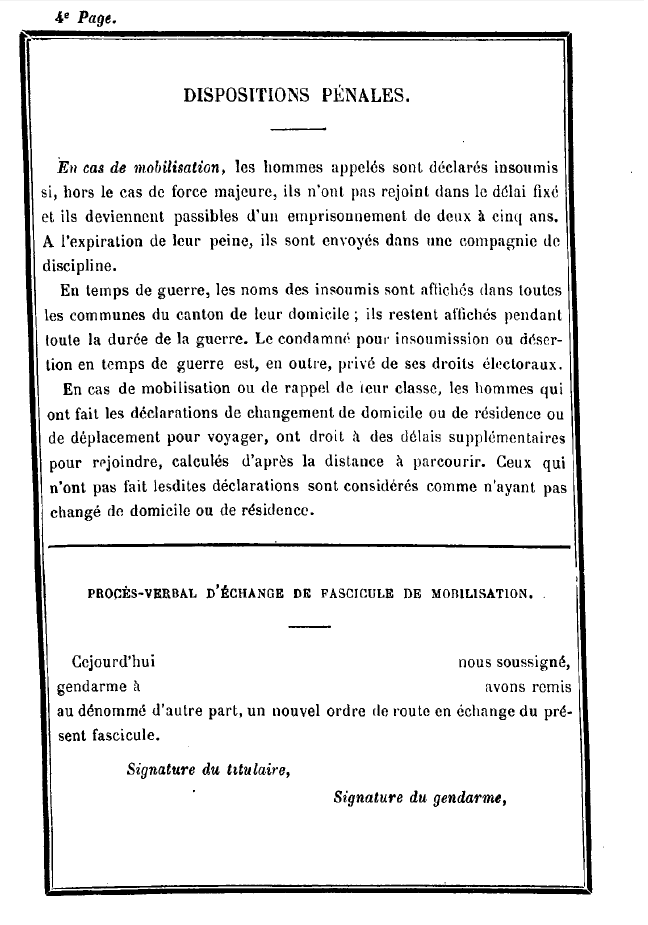
« Dispositions pénales ».

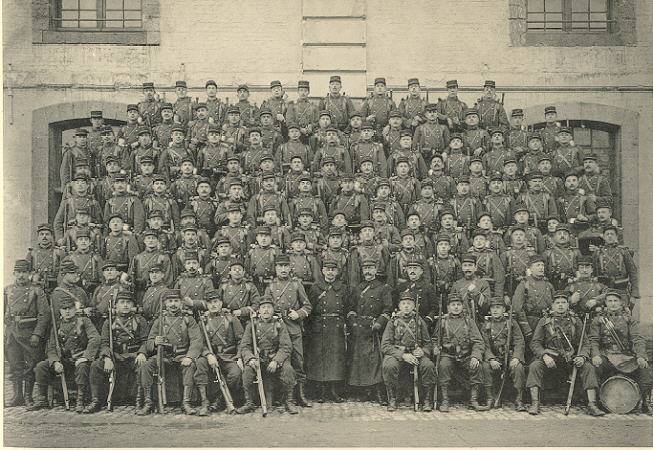
La 12e compagnie du 1er régiment d'infanterie en 1911, casernée à Cambrai. Les unités étaient généralement recrutées localement, notamment dans l'infanterie : les soldats du 1er RI proviennent principalement de l'arrondissement de Cambrai.

Il est prévu que les différents types d'unités, au recrutement théoriquement local, doivent se succéder dans les mêmes casernes :
- les hommes faisant leur service militaire forment l'ossature des régiments d'active, principalement les 173 régiments d'infanterie (numérotés de 1 à 173), plus les 59 d'infanterie coloniale et indigène, les 89 de cavalerie, les 87 d'artillerie, les 11 du génie, ainsi que les unités des services (train des équipages, intendance, santé, aéronautique, etc.)[n 2] ;
- au 2e jour, l'arrivée aux dépôts des trois plus jeunes classes de réservistes doit faire passer tous les régiments d'active à leurs effectifs de guerre ;
- puis ils sont remplacés par le reste des réservistes qui doit former des régiments d'infanterie de réserve créés lors de la mobilisation (numérotés de 201 à 421) dans les dépôts des régiments d'infanterie (on numérote en rajoutant 200 au numéro) ;
- enfin arrivent les territoriaux qui doivent former 145 régiments d'infanterie territoriaux, à raison d'au moins un dans chaque subdivision de région militaire.

Chaque dépôt d'infanterie complète un régiment d'active (à trois bataillons), le faisant passer de 2 000 hommes à un peu plus de 3 200, puis met sur pied un régiment de réserve (à deux bataillons, numérotés 5 et 6), suivi d'un régiment territorial ainsi qu'enfin les postes de garde des voies de communication (voies ferrées, canaux, lignes téléphoniques et télégraphiques). Chaque dépôt de cavalerie renforce son régiment de cavalerie avec deux escadrons de réserve ; chaque dépôt d'artillerie complète son régiment d'artillerie et crée un groupe de réserve (composé de plusieurs batteries) ; chaque dépôt du génie renforce son régiment avec de nouvelles compagnies. Quelques centaines de réservistes sont maintenus dans chaque dépôt pour remplacer les pertes ultérieures.
Le vote par la Chambre des députés de la loi des trois ans en 1913 a été demandé par l'État-Major de l'Armée, qui souhaitait disposer d'autant d'unités d'active que son homologue allemand de la Deutsches Heer (par peur d'une possible attaque brusquée). Grâce à cette loi, l'armée de temps de paix passe de 520 000 à 736 000 hommes sous l'uniforme, chaque compagnie passe de 90 à 140 hommes, avec dix nouveaux régiments d'infanterie (nos 164 à 173). Cette force est structurée en 22 corps d'armée, affectés chacun à une région militaire (ou « région de corps d'armée » : il y en a en 1914 vingt en métropole plus une en Algérie).
Entre 1914 et 1918, l'élément tactique de base est la Division d'infanterie. Le 2 août 1914, la France mobilise 93 divisions, dont 45 actives, 25 de réserve, 11 territoriales, 2 coloniales, 10 divisions de cavalerie. Le 11 novembre 1918, elle disposera de 119 divisions d'infanterie.
| En 1914 la division d'infanterie comprend : - 4 régiments d'infanterie à 3 bataillons - 1 régiment d'artillerie de campagne à 3 groupes - 1 escadron de cavalerie - 1 compagnie de génie | En 1918 la division d'infanterie comprendra : - 3 régiments d'infanterie à 3 bataillons - 1 régiment d'artillerie de campagne à 3 groupes - 1 groupe d'artillerie lourde - 1 escadron de cavalerie - 1 compagnie de génie - 1 escadrille |

#### Transport vers la frontière

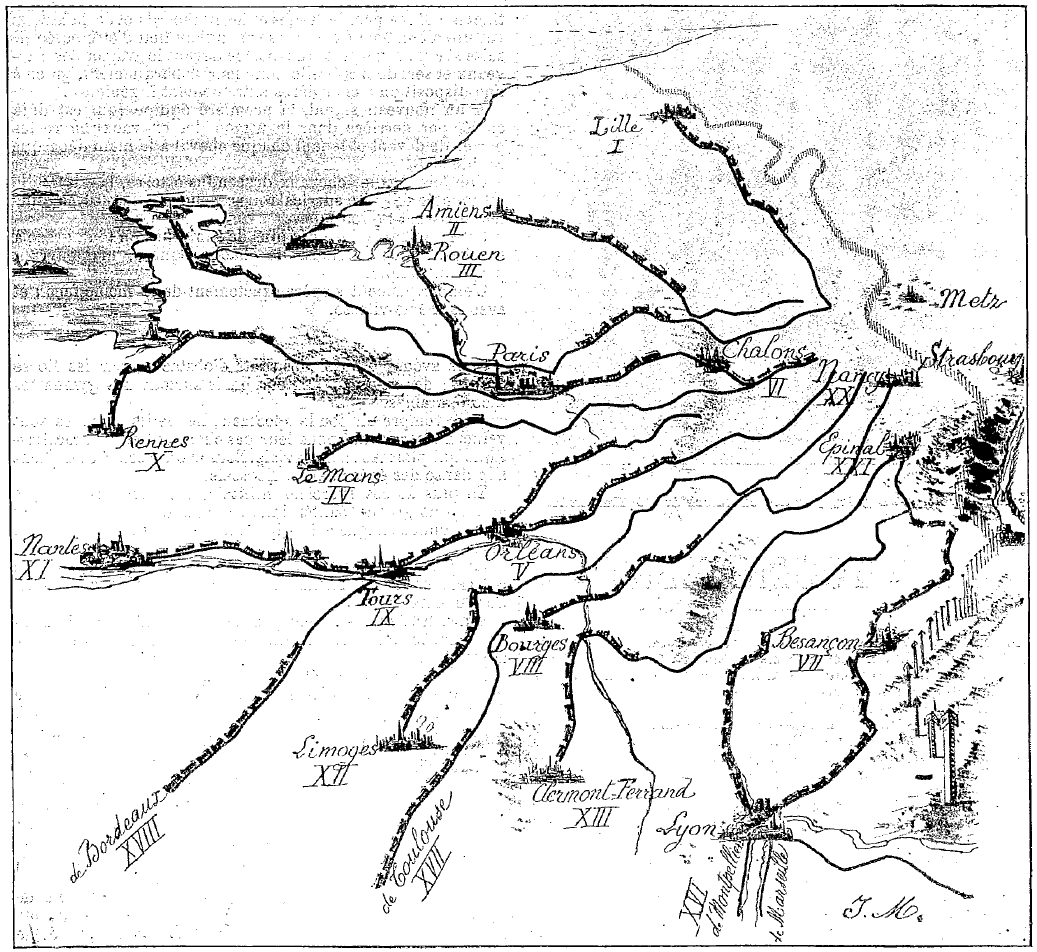
Schéma représentant les différentes lignes chargées de transporter les corps d'armée.

La mobilisation est déterminée par les moyens ferroviaires et par la stratégie prévue pour le début du conflit. Le transport de toutes les troupes, appelée « concentration », mobilise la majorité du matériel roulant, réquisitionné sur simple avis du ministre de la Guerre : il faut un train pour un bataillon, trois trains pour un régiment d'infanterie, quatre pour un régiment de cavalerie, sept pour une brigade d'infanterie, 26 pour une division d'infanterie et 117 pour un corps d'armée. Ces trains sont composés de 34 (pour un escadron) à 47 (pour un bataillon) wagons, ce qui fait des convois longs de 400 mètres, avec selon les besoins des voitures pour voyageurs, des wagons de marchandises (à raison de huit chevaux ou de quarante hommes par wagon) et des wagons plats (pour les fourgons et les canons).
Les voies ferrées ont par conséquent été largement développées pour des raisons militaires, chaque sous-préfecture a été raccordée (plan Freycinet de 1879 à 1914), des doubles voies mènent vers l'Est (notamment celles de Paris à Nancy et de Paris à Belfort) avec des voies de rocade aménagées entre elles, tandis que certaines gares sont agrandies (par exemple la gare de Paris-Est). Dix lignes traversant le territoire métropolitain ont été préparées par l'Instruction générale sur l'exécution de la concentration du 15 février 1909, rectifiée le 4 avril 1914, chacune prévue pour assurer le transport de deux corps d'armée de leurs régions militaires jusqu'à des gares de débarquement en arrière de leur zone de concentration. Ces lignes doivent transporter du 2e au 4e jour de la mobilisation le second échelon des corps de couverture (les corps d'armée casernés à proximité de la frontière allemande) ; les 3e et 4e jours, la cavalerie ; du 4e au 10e jour tous les corps d'armée, en commençant par les divisions « hâtives » des 2e, 5e et 8e corps (du 4e au 6e jour) ; au 13e jour, toutes les divisions de réserve doivent être débarquées ; le 16e jour, c'est l'arrivée de l'armée d'Afrique (une partie du 19e corps) ; enfin le 17e jour, toutes les divisions territoriales, les parcs et la logistique doivent être en place.
Le cas des troupes d'outre-mer est particulier : le 19e corps (essentiellement recruté et stationné en Algérie) doit fournir deux divisions (la 37e et la 38e) qui doivent traverser la Méditerranée sur des navires réquisitionnés et sous la protection des escadres françaises pour débarquer à Sète et à Marseille. Les troupes coloniales présentes dans les colonies ne sont pas prévues par le plan de mobilisation et de concentration.
| - La ligne A concerne le 14e corps d'armée, avec comme départ les gares de Lyon, puis traversant Bourg-en-Bresse et Besançon pour débarquer dans les gares autour de Lure et d'Épinal. - La ligne B concerne les 8e et 13e corps d'armée, avec comme départ les gares de Clermont-Ferrand, Saint-Étienne, Bourges et Dijon, convergeant pour débarquer autour de Charmes. - La ligne C concerne les 15e et 16e corps d'armée, avec comme départ les gares de Marseille et Montpellier, puis remontant la rive droite du Rhône, passant par Mâcon, Dijon, Langres et Mirecourt, pour finir à Pont-Saint-Vincent. - La ligne D concerne les 9e et 18e corps d'armée, avec comme départ les gares de Bayonne, Bordeaux, Angers et Châteauroux, passant par Tours, Orléans, Troyes, Chaumont et Neufchâteau pour arriver autour de Toul et de Nancy. - La ligne E concerne les 12e et 17e corps d'armée, avec comme départ les gares de Toulouse, Montauban, Périgueux et Angoulême, passant par Limoges, Bourges, Auxerre et Brienne-le-Château pour terminer autour de Commercy. | - La ligne F concerne le 5e corps d'armée, avec comme départ les gares d'Orléans, de Melun et de Paris-Est, pour débarquer aux alentours de Bar-le-Duc et de Saint-Mihiel. - La ligne G concerne les 4e et 11e corps d'armée, avec comme départ les gares de Vannes, de Nantes et du Mans, via Versailles, Choisy-le-Roi et Reims pour se terminer autour de Verdun. - La ligne H concerne les 3e et 10e corps d'armée, avec comme départ les gares de Rennes et de Rouen, via Mantes, Pontoise, Compiègne, Soissons et Rethel, pour débarquer près de Vouziers. - La ligne I concerne le 2e corps d'armée, avec comme départ la gare d'Amiens, via Laon, Mézières, Sedan pour finir autour de Stenay et de Dun. - La ligne K concerne le 1er corps d'armée, avec comme départ la gare de Lille, puis via Douai, Valenciennes et Avesnes, les débarquements se faisant autour de Hirson et de Rimogne. |

#### Mesures préventives
Des troupes sont placées directement le long de la frontière franco-allemande pour assurer la protection de la mobilisation dès le premier jour, en s'appuyant sur les fortifications de l'Est. En cas de tension diplomatique, l'Instruction sur la préparation de la mobilisation prévoit six groupes de mesures à prendre successivement :
- groupe A (mesures de précaution), rappel des officiers, des permissionnaires et des troupes en déplacement ;
- groupe B (mesures de surveillance), surveillance de la frontière et des bureaux télégraphiques et téléphoniques ;
- groupe C (mesures de protection), garde des ouvrages fortifiés et des ouvrages d'art ;
- groupe D, surveillance et protection du littoral ;
- groupe E (mesures d'organisations préparatoires), convocation pour exercice des gendarmes, de certains réservistes et des territoriaux gardes des voies de communication frontaliers, location des chevaux nécessaires ;
- groupe F (mesures préparatoires aux opérations), chargement des dispositifs de mines (pour détruire les ouvrages d'art frontaliers), feu sur les aéronefs suspects, exercice de mobilisation des garnisons frontalières, interruption des lignes électriques internationales[31].

La « couverture » (protection) de la mobilisation est assurée par cinq corps d'armée, dont un premier échelon d'unités est à effectif presque complet dès le temps de paix, prépositionnés le long de la frontière franco-allemande : une partie du 2e corps à Mézières, le 6e corps à Verdun et Saint-Mihiel, le 20e corps à Toul et Nancy, le 21e corps à Épinal et Saint-Dié et le 7e corps à Remiremont et Belfort. Leur mission dans le cadre du plan XVII consiste « au début, à arrêter les reconnaissances ou détachements de l'ennemi qui chercheraient à pénétrer sur le territoire, ultérieurement, à retarder la marche des corps plus considérables qui pourraient troubler le débarquement et la concentration des armées ». Ces corps sont théoriquement disponibles en deux échelons : le premier entre la 3e et la 8e heure de la mobilisation, le second du 2e au 4e jour ; la 12e division de Reims doit servir de réserve. La couverture doit être renforcée entre le 4e et le 6e jour par trois divisions « hâtives » (renforts de couverture) fournies par le 2e corps (la 3e division d'Amiens), par le 5e corps (la 9e division d'Orléans qui passe temporairement au 6e corps) et le 8e corps (la 15e division de Dijon qui est prêtée au 21e corps).

## Déclenchement
Les relations entre l'Allemagne et la France du tout début du XXe siècle sont marquées par une série de tensions diplomatiques, principalement par les deux crises marocaines : la crise de Tanger en 1905 et le coup d'Agadir en 1911. Pourtant, c'est par le jeu des alliances que ces deux États vont être contraints de décréter leur mobilisation.

Tensions diplomatiques franco-allemandes au début du siècle
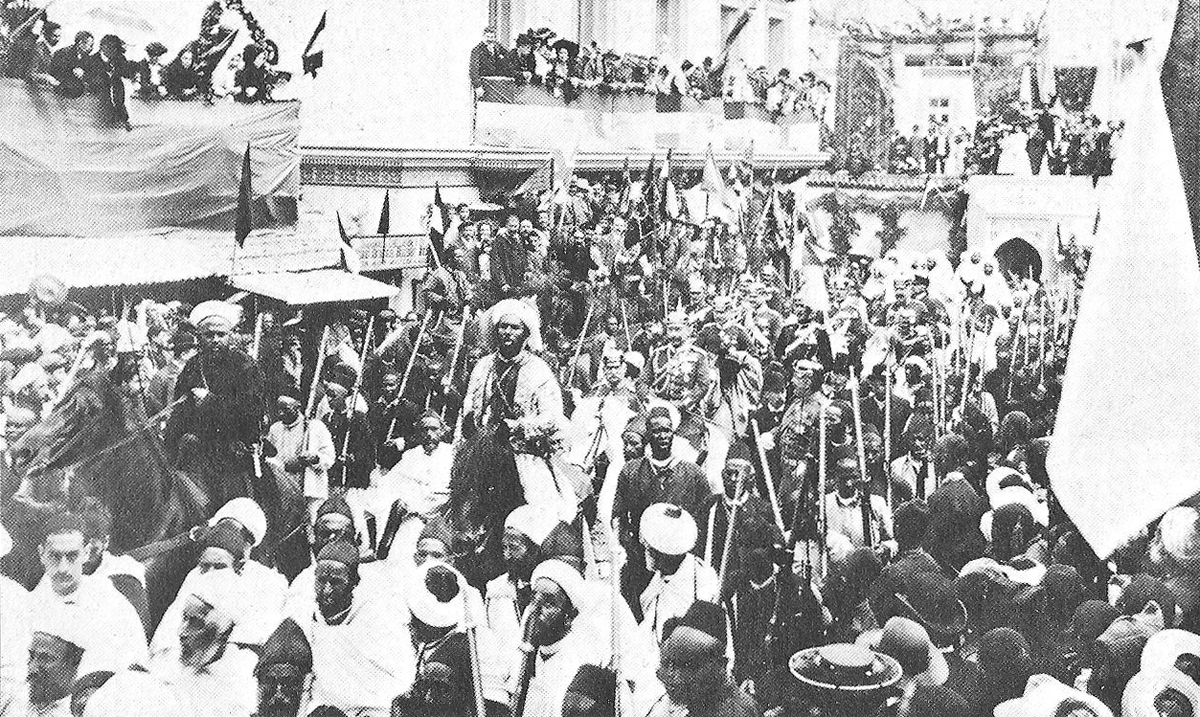
La crise de Tanger : contestation de l'influence française au Maroc par l'empereur Guillaume II à Tanger, le 31 mars 1905.
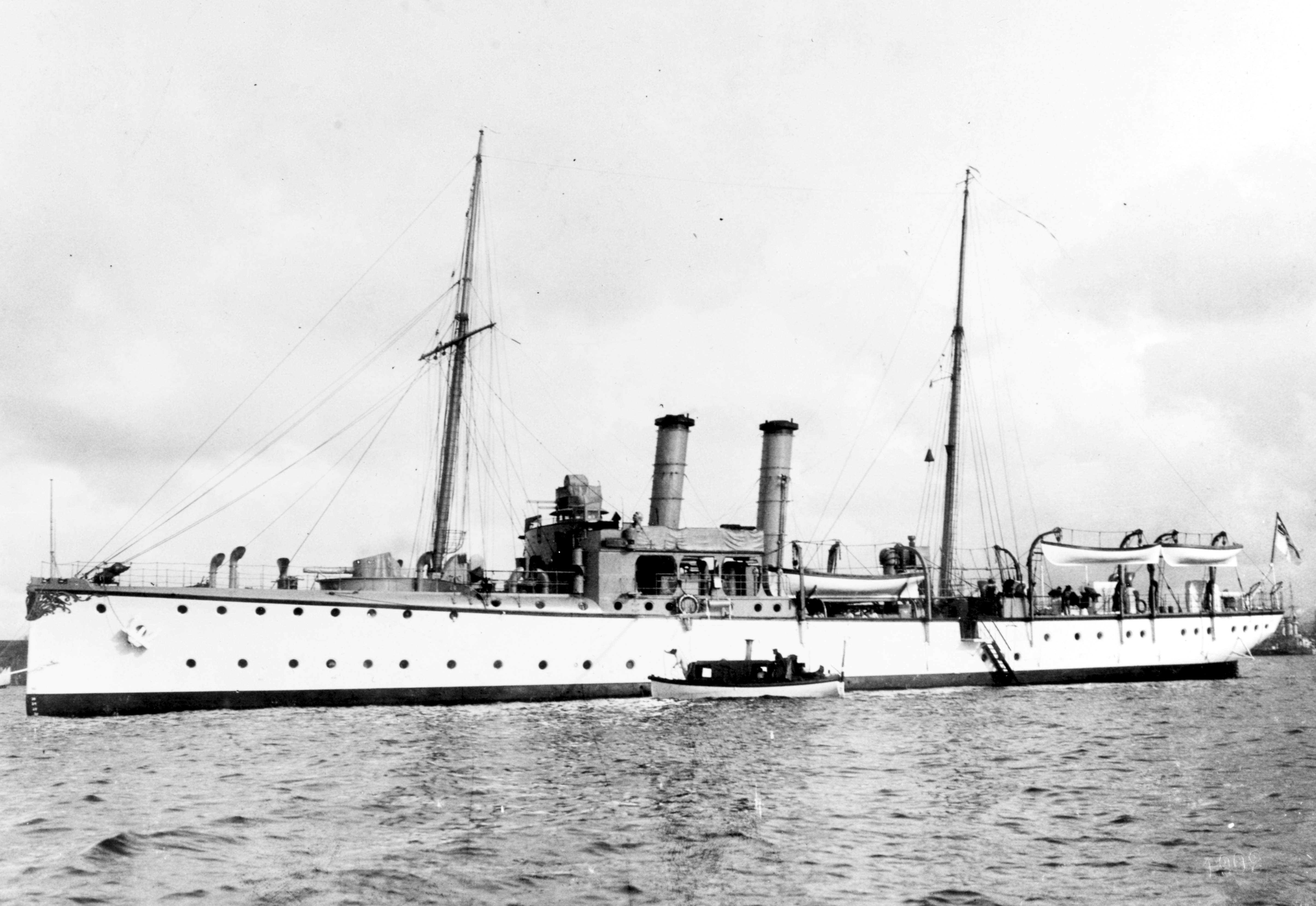
Le coup d'Agadir : présence de la canonnière allemande SMS Panther en rade d'Agadir en juillet 1911.
Le Z IV (LZ 16) posé par accident (à cause du mauvais temps) au Champ de Mars de Lunéville, le 3 avril 1913.
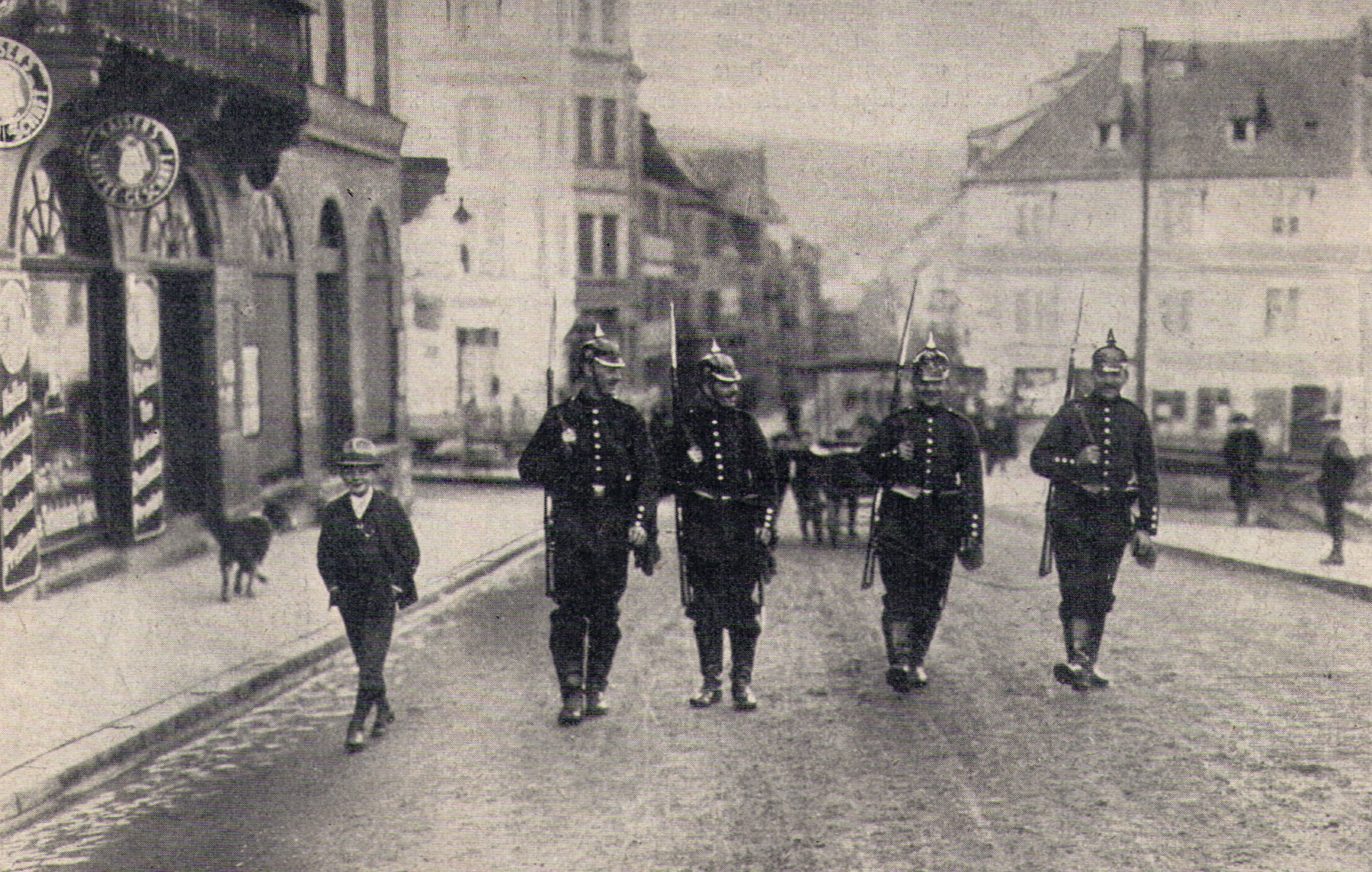
L'incident de Saverne : manifestation pro-française réprimée par l'armée allemande à Saverne, en novembre 1913.

### Crise de juillet
Le Casus belli de l'attentat de Sarajevo déclenche une succession d'ultimatums, de mobilisations et de déclarations de guerre qui s'étend rapidement à l'Allemagne puis à la France. Le 25 juillet 1914, le royaume de Serbie décrète sa mobilisation face à l'ultimatum austro-hongrois ; le même jour, l'Autriche-Hongrie annonce une mobilisation partielle à partir du 28. Le 29, l'Empire russe les imite avec une mobilisation partielle devant débuter le 30 juillet. Le 30, le tsar ordonne la mobilisation générale, ce qui ne peut pas avoir d'autres conséquences que les inévitables mobilisations autrichienne (dès le 31) et allemande. En France, à 7 h du matin le 30 juillet, le chef de l'État-Major Joffre réclame du ministre de la Guerre Messimy l'ordre de mobilisation, ou du moins de couverture des frontières, sans l'obtenir. Le général met en garde le ministre : « si ce que nous savons des intentions allemandes se vérifie, l'ennemi entrera chez nous sans tirer un coup de fusil ».

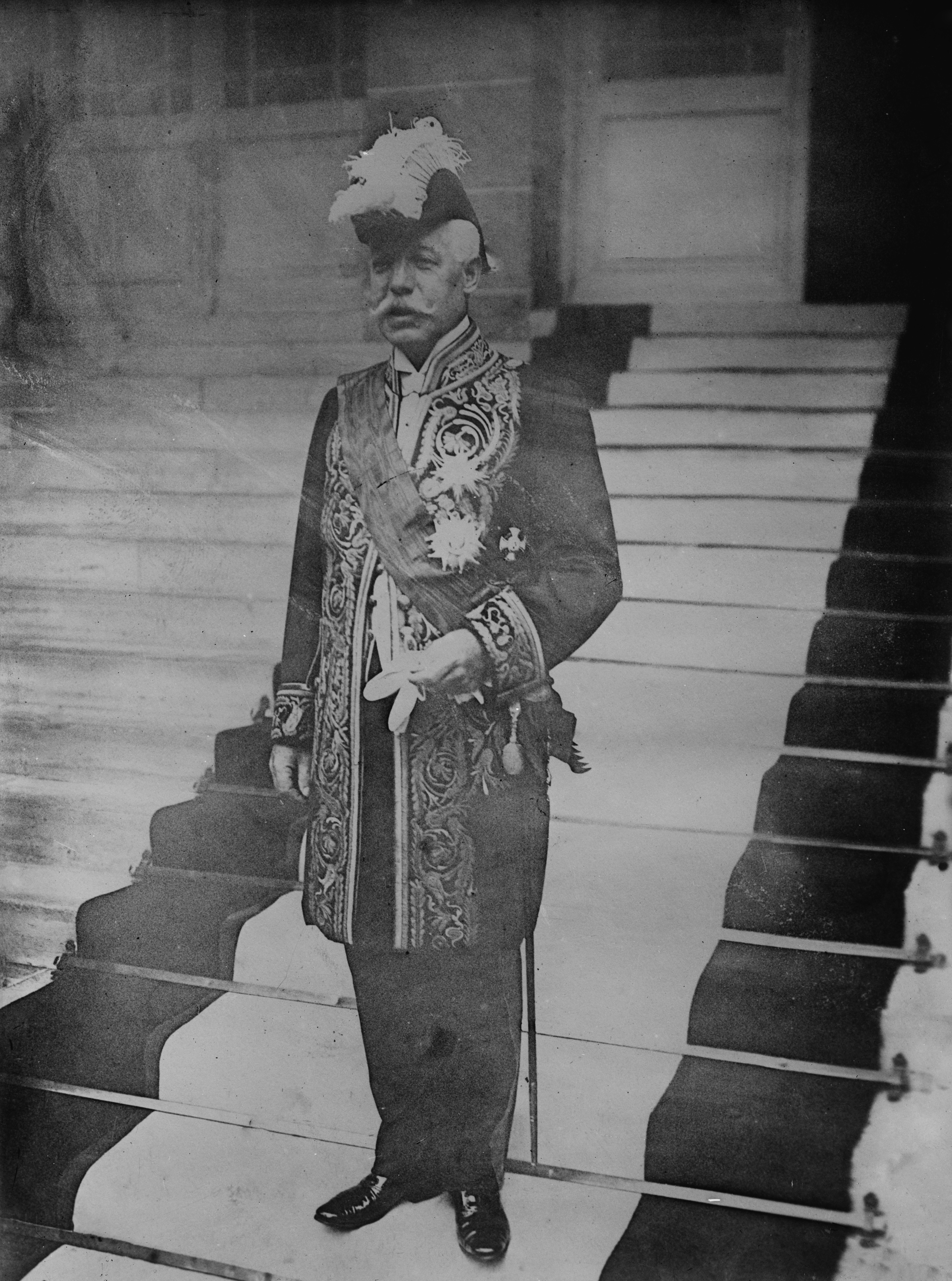
Le baron von Schoen, ambassadeur d'Allemagne en France.

Le 31, l'Empire allemand décrète le Kriegsgefahrzustand (l'état de danger de guerre : réquisitions, fermeture des frontières, etc.) : Joffre réclame de nouveau la mobilisation : « Il est absolument nécessaire que le gouvernement sache qu'à partir de ce soir, tout retard de vingt-quatre heures apporté à la convocation des réservistes et à l'envoi du télégramme de couverture se traduira par un recul de notre dispositif de concentration, c'est-à-dire par l'abandon initial d'une partie de notre territoire ». Il obtient l'ordre de couverture, mais pas celui de mobilisation : il envoie l'ordre par télégramme à 17 h 40 aux différentes unités, avec application à partir de 21 h. À 19 h, l'ambassadeur d'Allemagne en France Schoen rencontre le président du conseil Viviani et sur ordre du chancelier allemand lui demande si dans l'éventualité d'une guerre russo-allemande la France garderait la neutralité : le Français tergiverse (« permettez-moi de prendre le temps de réfléchir »).

### Décret de mobilisation
Le 1er août à 11 h, Schoen rencontre de nouveau Viviani pour obtenir la réponse « la France s'inspirera de ses intérêts ». À 15 h 45, le gouvernement français décrète le début de la mobilisation générale pour le 2 août ; à 17 h, l'empereur Guillaume II ordonne la mobilisation en Allemagne, puis déclare la guerre à la Russie à 19 h. Le 2 au soir, l'Allemagne somme le gouvernement belge de ne pas s'opposer au passage des troupes allemandes à travers la Belgique. Le 3, l'ambassadeur d'Allemagne transmet au chef du gouvernement français la déclaration de guerre à la France à 18 h 45 (au motif que des avions français auraient attaqué le territoire allemand) et quitte Paris, tandis que la Belgique refuse de laisser passer les troupes allemandes.
L'ordre de mobilisation se fait par le « décret prescrivant la mobilisation des Armées de terre et de mer du 1er août 1914 », publié au Journal officiel du 2 août. Le télégramme donnant l'ordre de mobilisation est envoyé de Paris à 15 h 55 le 1er août aux commandants de corps, de division ou de régiment, ainsi qu'aux préfets, ces derniers le relayant aux sous-préfets et aux maires ; les communes rurales isolées sont mises en courant par les gendarmes (à cheval ou en automobile), puis les hameaux par des messagers envoyés par les maires. La première affiche est posée le 1er août à 16 h au coin de la Concorde et de la rue Royale ; l'ensemble de la population est informé le même jour par des affiches, imprimées depuis 1904 (seule la date reste à compléter), placardées sur la voie publique dans chaque commune puis par le tocsin sonné par les cloches des églises et beffrois.

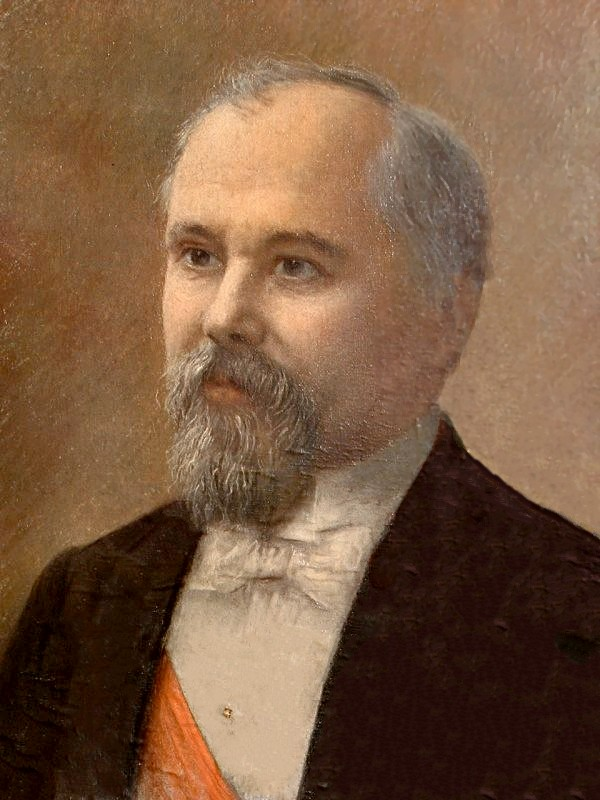
Raymond Poincaré, natif de la Meuse, président en 1913, signe le décret de mobilisation (portrait par Carrier-Belleuse).
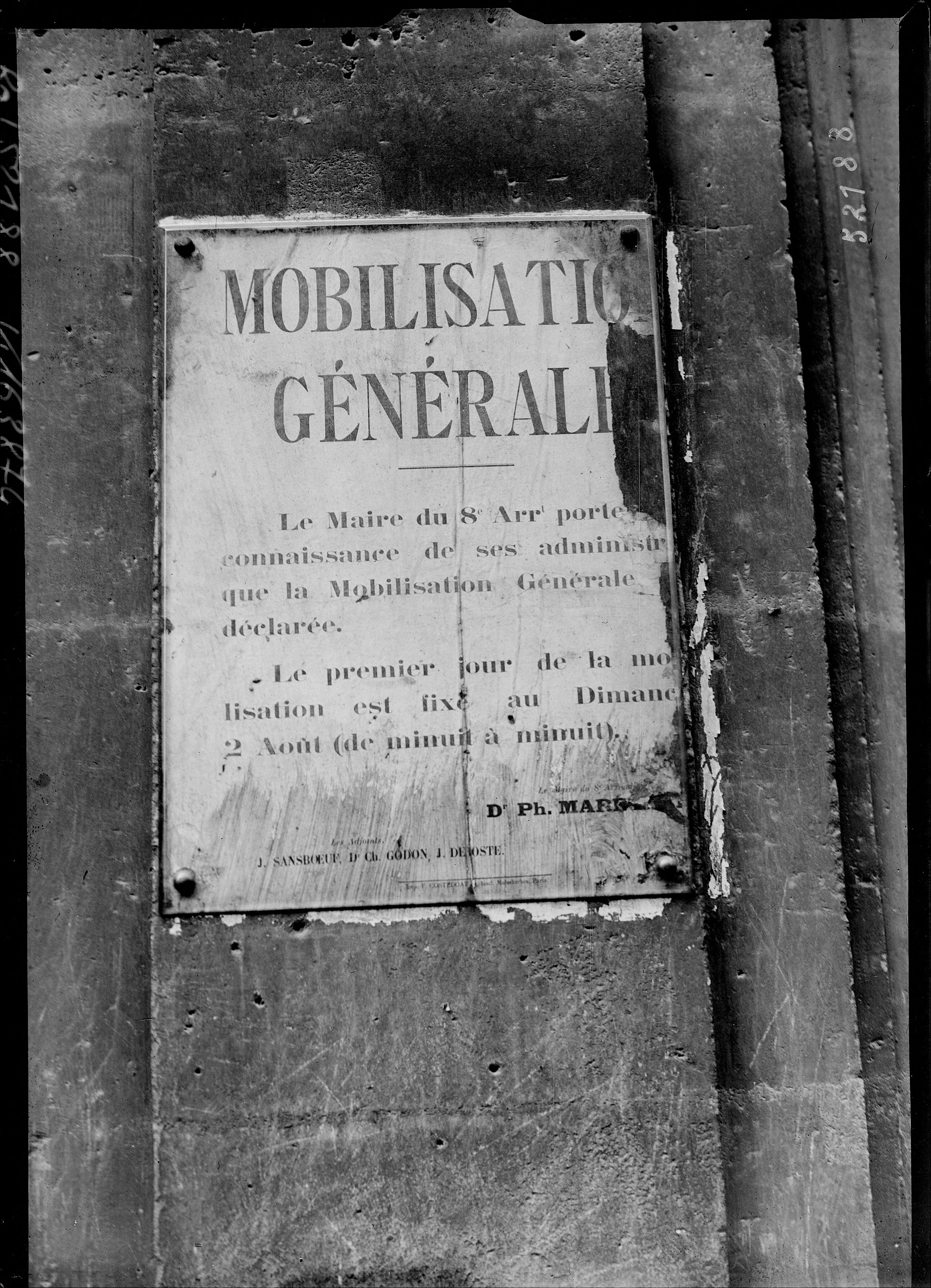
Affiche municipale annonçant la date du début de la mobilisation, placardée rue Royale à Paris.
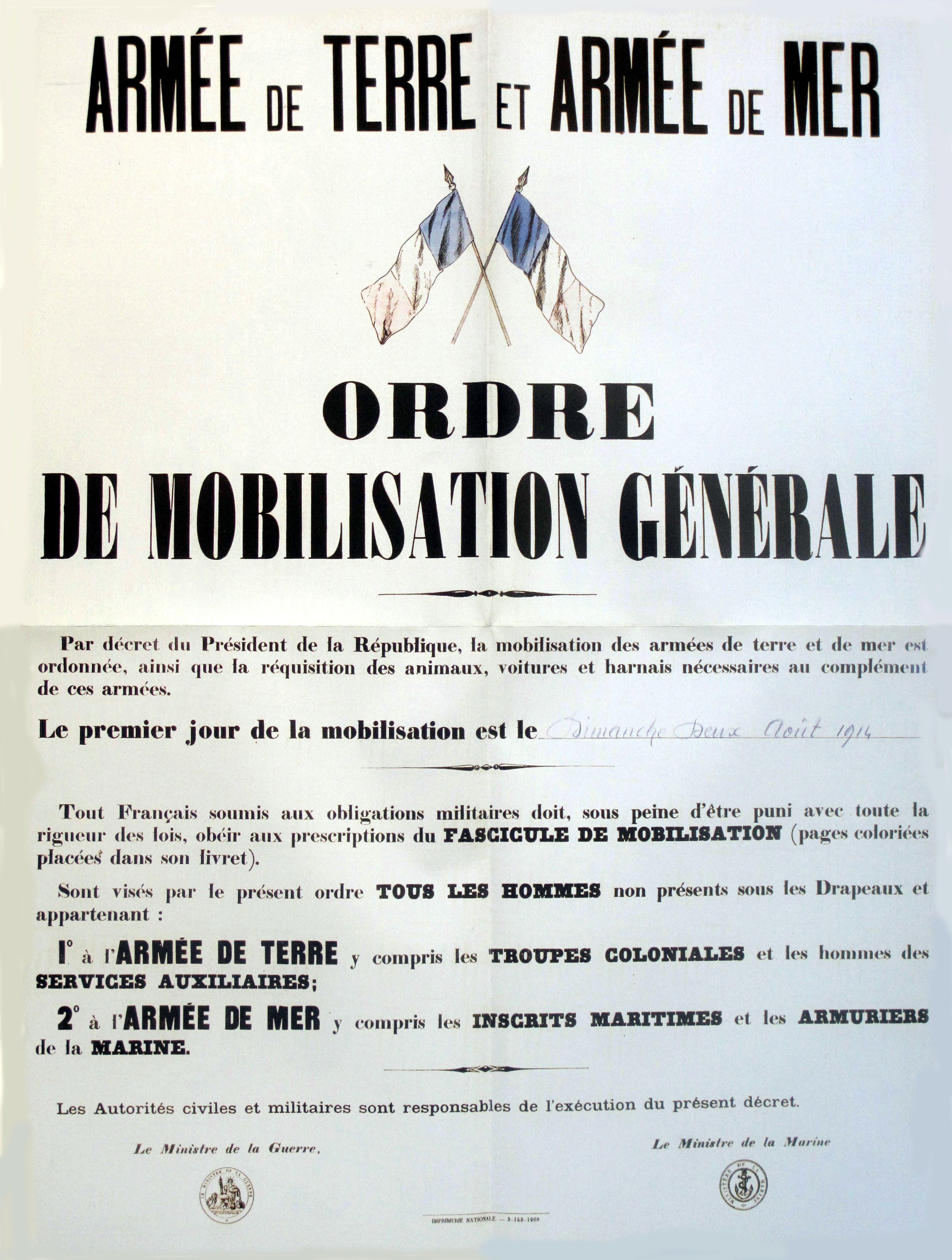
Affiche transmettant l'ordre de mobilisation générale.
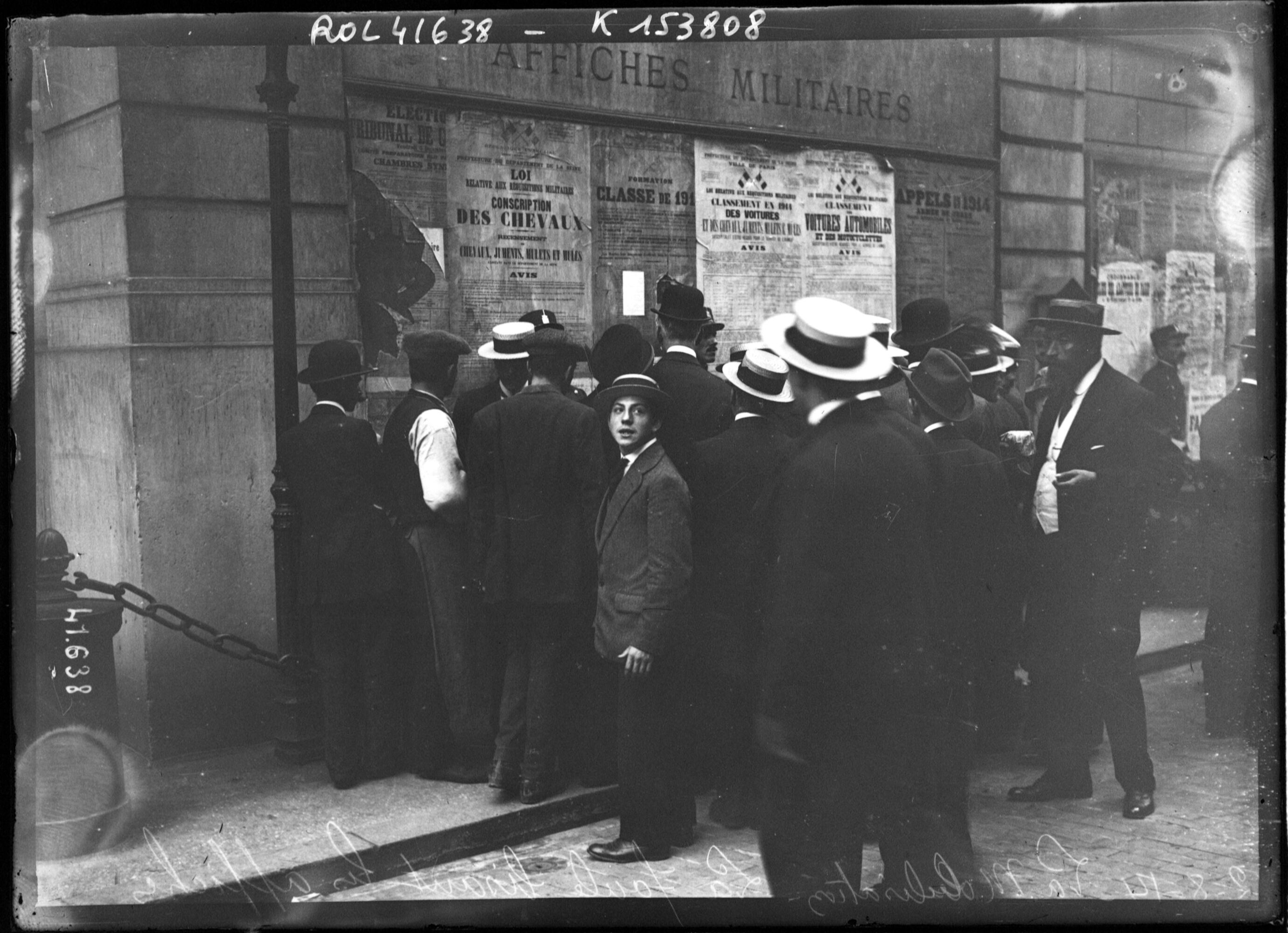
Lecture des différentes affiches annonçant la mobilisation et les réquisitions.

## Premières réactions

### Stupeur puis enthousiasme
L'annonce de la mobilisation ne déclencha pas un enthousiasme généralisé : comme l'historien Jean-Jacques Becker le souligne, « le sentiment probablement le plus répandu dans toutes les couches de la population fut celui de la surprise », particulièrement en zone rurale où la diffusion de la presse était moins massive qu'en ville. La stupeur qui s'exprima alors indique bien que la mobilisation prit d'abord de court la population, comme, à Aignes, village de Charente :

« le premier août 1914, vers cinq heures du soir, la plupart des gens furent avertis, par le son de la cloche, que la mobilisation générale était décrétée. En effet quelques instants auparavant, la gendarmerie de Blanzac était venue en apporter la nouvelle au maire. Plus tard, la nouvelle fut confirmée dans tous les villages, par le tambour, qui apposait également les affiches spéciales. La première impression fut, pour tout le monde, une profonde stupéfaction car personne ne croyait la guerre possible. Néanmoins, les jours suivants, les départs s'effectuèrent avec la plus grande régularité. Les femmes retrouvèrent leur calme et les hommes, pleins d'enthousiasme, partaient en chantant. »

De même, à Nyons, ville de la Drôme, l'instituteur témoigne : « la population, quoique préparée depuis plusieurs jours à la guerre par la presse, apprit la fâcheuse nouvelle avec une sorte de stupeur. J'ai vu quelques femmes pleurer. Les hommes avaient l'air triste, mais décidé ».
Ces documents montrent les différentes étapes de la réaction populaire, analysée par Jean-Jacques Becker. À la stupeur initiale succéda souvent un certain abattement : « la consternation, la tristesse, l'angoisse furent fort répandues, bien plus que les sentiments dictés par l'élan patriotique », et les manifestations d'enthousiasmes furent rares. La proclamation du président Raymond Poincaré, affichée et publiée dans les journaux le 2 août, se veut d'ailleurs rassurante, soulignant que « la mobilisation n'est pas la guerre ; dans les circonstances présentes elle apparaît au contraire comme le meilleur moyen d'assurer la paix dans l'honneur. Fort de son ardent désir d'aboutir à une solution pacifique de la crise, le gouvernement, à l'abri de ces précautions nécessaires, continuera ses efforts diplomatiques et il espère encore réussir. Il compte sur le sang-froid de la noble nation pour qu'elle ne se laisse pas aller à une émotion injustifiée ; il compte sur le patriotisme de tous les Français et sait qu'il n'en est pas un seul qui ne soit prêt à faire son devoir. À cette heure, il n'y a plus de partis, il y a la France éternelle, la France pacifique et résolue. Il y a la patrie du droit et de la justice tout entière unie dans le calme, la vigilance et la dignité ».
Cependant, l'état d'esprit avait changé lors du départ des soldats pour les casernes, comme décrit ci-dessus à Aignes. En effet, alors qu'auparavant les manifestations d'enthousiasme étaient peu fréquentes, elles se firent plus spectaculaires, notamment dans les gares d'embarquement des mobilisés, manifestant un véritable élan patriotique empreint de gravité et de résolution à faire son devoir, malgré les fréquentes larmes versées par les femmes ou les adieux plus ou moins déchirants. Comment expliquer ce changement d'état d'esprit ? D'après Jean-Jacques Becker, il apparaît que les sentiments revanchards liés notamment à la guerre de 1870 et à la perte de l'Alsace-Lorraine y tinrent peu de place. Confusément, l'opinion publique française était dominée par l'idée, déterminante dans la mobilisation, d'une France pacifique tenue de se défendre contre une agression allemande caractérisée. Dans ces conditions, il ne pouvait être question de refuser le combat. On partit, « non avec l'enthousiasme du conquérant, mais avec la résolution du devoir à accomplir », idée qui transparait dans le témoignage de l'historien Marc Bloch, lui-même mobilisé : « les hommes pour la plupart n'étaient pas gais : ils étaient résolus, ce qui vaut mieux ».

### Xénophobie

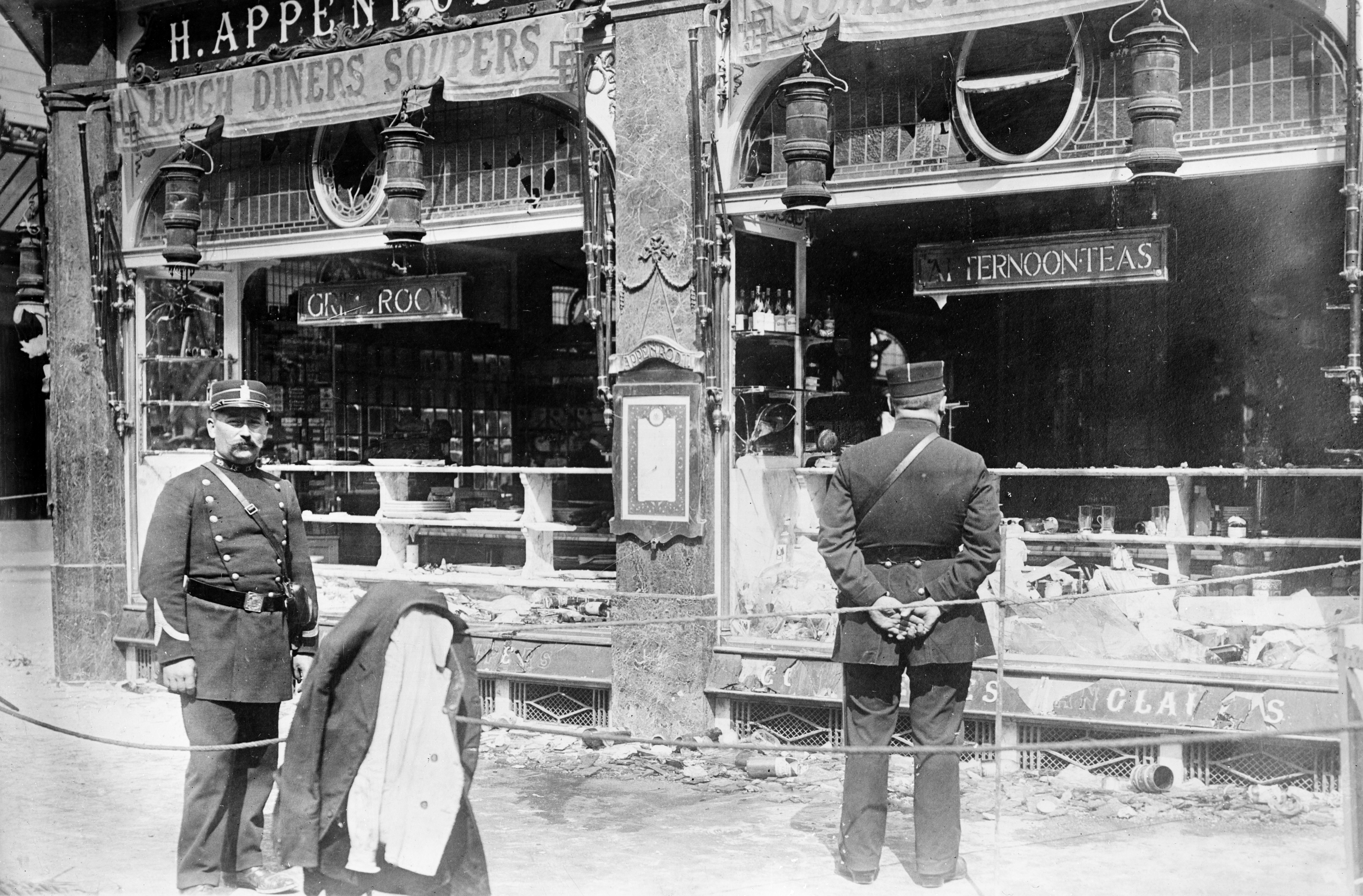
La façade de la maison de thé Appenrodt sur le boulevard des Italiens, vandalisée.

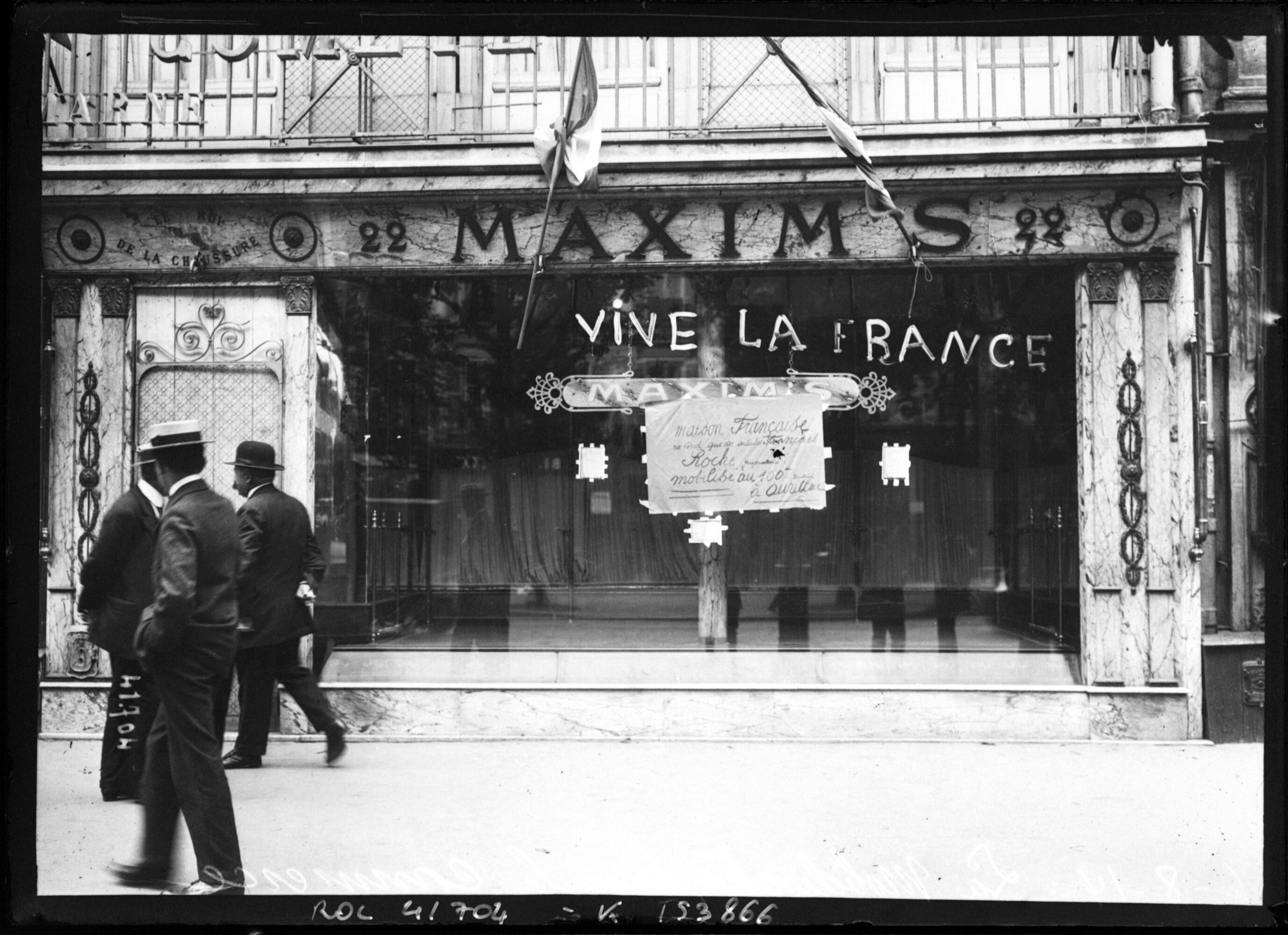
Affiche du magasin Maxim's (un chausseur) : Vive la France ; maison française, ne vend que des articles français, Roche, propriétaire, mobilisé à Aurillac.

Cet engagement, somme toute mesuré s'il était résolu, n'était pas incompatible avec le déploiement dans les rues de manifestations d'enthousiasme patriotique, qu'il s'agisse de défilés, d'attroupements, ou de chants militaires ; il n'empêcha pas non plus des bouffées nationalistes et xénophobes, notamment le pillage des magasins aux noms germaniques (dans la nuit du 2 au 3 août 1914 puis le lendemain, les boutiques des laiteries Maggi, bien qu'étant de marque suisse, sont pillées ; le laboratoire de la même compagnie est incendié ; la taverne Pschorr sur le boulevard de Strasbourg, le magasin d'alimentation Appenrodt de la rue des Italiens, la brasserie Muller de la rue Thorel, la boutique Klein du boulevard des Italiens sont saccagés), le voile noir est retiré de la statue de Strasbourg sur la place de la Concorde, etc. Cette catharsis se poursuivit les jours suivants, avec par exemple le renommage de la rue de Berlin en rue de Liège le 15 août (en hommage aux défenseurs belges du siège de Liège), de l'avenue d'Allemagne en avenue Jean-Jaurès le 19 août (à la suite d'une pétition des habitants de l'avenue) et des stations de métro homonymes (Liège et Jaurès), le café viennois est débaptisé pour devenir le café liégeois, les berlingots deviennent des « parigots », les bergers allemands des bergers belges et l'eau de Cologne de l'« eau de Pologne ».
Reste que ces manifestations collectives d'intense ferveur patriotique voire nationaliste sont très minoritaires, limitées à quelques villes : comme le soulignent Stéphane Audoin-Rouzeau et Annette Becker, la motivation des populations rurales (majoritaires en France) se distingue ici nettement, mais sans contradiction, d'un certain enthousiasme urbain, « pointe avancée d'un consentement général centré, lui, sur la résignation et l'acceptation – parfois l'accablement –, puis la résolution croissante du plus grand nombre ».

### Union sacrée

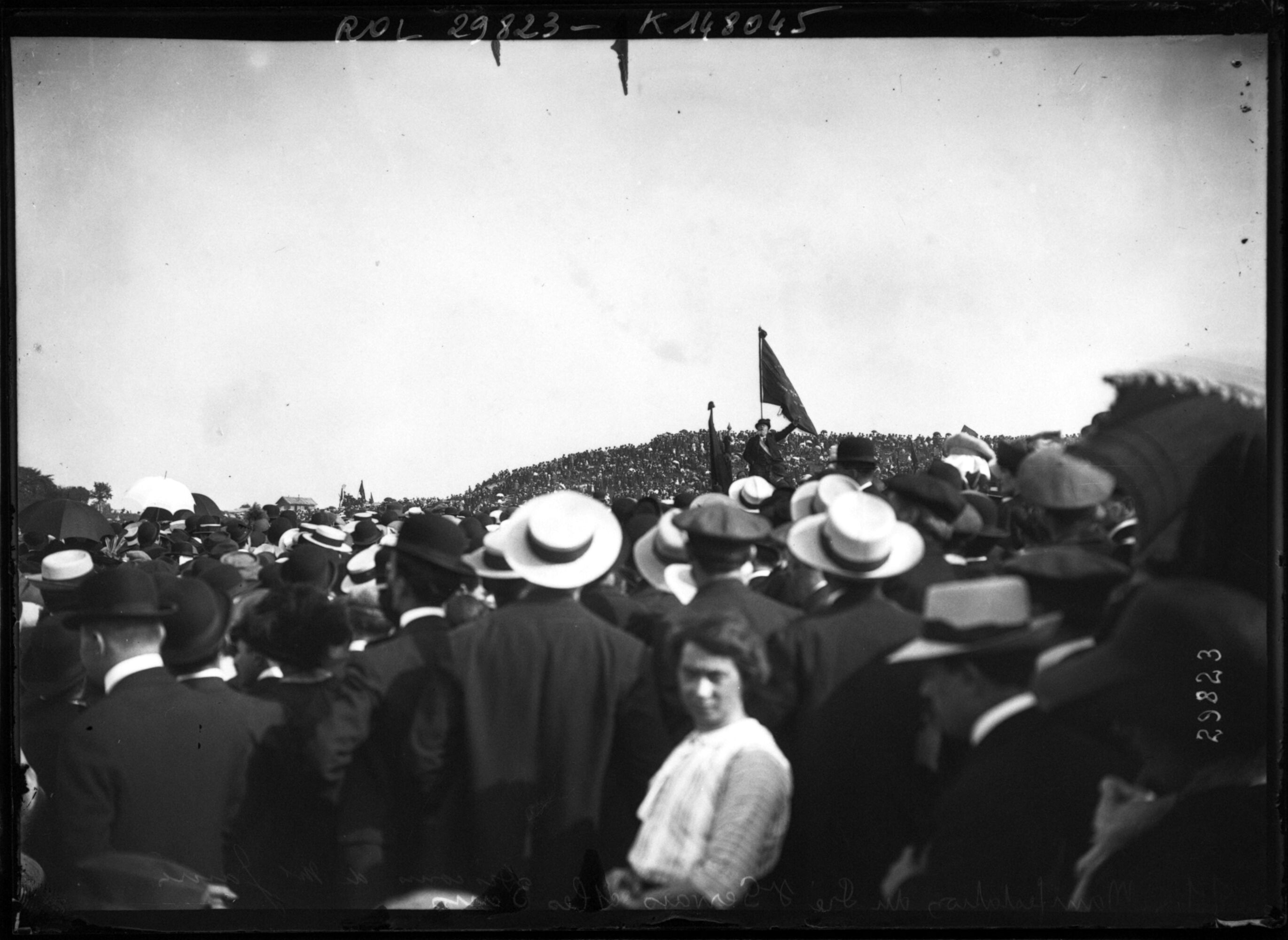
Foule écoutant le discours de Jean Jaurès contre la loi des trois ans lors de la manifestation au Pré-Saint-Gervais, en mai 1913.

Les responsables militaires et politiques étaient inquiets du possible refus d'obéissance de la part des civils appelés comme réservistes : ils craignaient que le nombre d'insoumis (de déserteurs) soit important et que des manifestations pacifistes aient lieu. Plusieurs syndicats et partis politiques d'opposition affichaient des positions antimilitaristes avant le déclenchement de la crise, notamment au sein de la CGT et de la SFIO et prévoyaient une grève générale (le refus d'obéir aux ordres de mobilisation) pour empêcher le déclenchement d'un conflit. Les 29 et 30 juillet, le leader de la SFIO Jean Jaurès était d'ailleurs à Bruxelles pour une réunion du bureau de la Deuxième Internationale et un meeting avec les dirigeants socialistes allemands, dans le but de coordonner leurs actions pacifistes. Face à ces difficultés attendues, les services du ministère de l'Intérieur français avaient prévu l'arrestation systématique des dirigeants antimilitaristes en cas de mobilisation : le Carnet B devait fournir la liste des 2 500 individus « dont l'attitude et les agissements peuvent être de nature à troubler l'ordre et à entraver le bon fonctionnement des services de mobilisation »).
Mais la bouffée de patriotisme et l'assassinat de Jaurès le 31 juillet à Paris entraînèrent le ralliement de la gauche à l'« Union sacrée » appelée de ses vœux par le président Poincaré lors de son discours du 4 août. La CGT annonça qu'elle mettait ses locaux parisiens de la rue de la Grange-aux-Belles à la disposition du Service de santé des armées ; Léon Jouhaux, secrétaire général de la CGT, proclama lors des obsèques de Jaurès : « au nom des organisations syndicales, au nom de tous ces travailleurs qui ont déjà rejoint leur régiment et de ceux, dont je suis, qui partiront demain, je déclare que nous allons sur le champ de bataille avec la volonté de repousser l'agresseur ». En conséquence de ces réactions, le ministre de l'Intérieur Louis Malvy donna instruction aux préfets de ne pas utiliser le Carnet B, même si quelques arrestations eurent lieu dans le Nord et dans le Pas-de-Calais. La SFIO vota les crédits de guerre puis entra au gouvernement à l'occasion du remaniement ministériel du 26 août, obtenant notamment le ministère de la Guerre et celui des Affaires étrangères.
Selon l'historien Philippe Bernard : « Il ne faut pas croire cependant que l'adhésion des syndicalistes et des socialistes à l'Union sacrée entraîna leur ralliement aux thèses de leurs adversaires de la veille. S'ils partaient en guerre, c'était pour construire, une fois éliminé les mauvais bergers qui avaient conduit les Allemands à la catastrophe, une Europe nouvelle dans laquelle la réconciliation serait possible avec l'ennemi enfin libéré par l'instauration d'une république démocratique ».

« La France vient d'être l'objet d'une agression brutale et préméditée qui est un insolent défi au droit des gens. Avant qu'une déclaration de guerre nous eut encore été adressée […] notre territoire a été violé. […] L'Allemagne a déclaré subitement la guerre à la Russie, elle a envahi le territoire du Luxembourg, elle a outrageusement insulté la noble nation belge, notre voisine et notre amie, et elle a essayé de nous surprendre traîtreusement en pleine conversation diplomatique. […]

Dans la guerre qui s'engage, la France aura pour elle le droit […]. Elle sera héroïquement défendue par tous ses fils, dont rien ne brisera devant l'ennemi l'union sacrée et qui sont aujourd'hui fraternellement assemblés dans une même indignation contre l'agresseur et dans une même foi patriotique. Elle est fidèlement secondée par la Russie, son alliée ; elle est soutenue par la loyale amitié de l'Angleterre. Et déjà de tous les points du monde civilisé viennent à elle les sympathies et les vœux. Car elle représente aujourd'hui, une fois de plus, devant l'univers, la liberté, la justice et la raison. Haut les cœurs et vive la France ! »

— Raymond Poincaré, Message aux chambres, lecture faite par le président du Conseil René Viviani le 4 août 1914.

## Déroulement
La mobilisation de 1914 est subdivisée en trois périodes : d'abord la période de couverture (du 2 au 7 août) pendant laquelle les réservistes sont appelés sous la protection des troupes de couverture, puis la période de concentration des gros (du 8 au 13 août) pendant laquelle les troupes d'active et de réserve sont déplacées vers la frontière et enfin le début de la période des grandes opérations (du 14 au 18 août) pendant laquelle les troupes territoriales, les parcs et la logistique sont mis en place.

### Rappel des réservistes
Tous les hommes ne sont pas mobilisés en même temps, mais de façon progressive selon le statut du mobilisé. La date impérative d'arrivée au dépôt (indiquée en jours après le premier de la mobilisation) figure sur le fascicule de mobilisation (une feuille double) fixé par des agrafes au verso de la couverture du livret militaire, ce livret devant être conservé par chaque homme pendant ses 28 ans d'obligations militaires (trois ans dans l'active, onze dans la réserve, sept dans la territoriale et sept dans la réserve de la territoriale), y compris lors de ses déplacements, même s'il réside à l'étranger.
Les 200 000 hommes de la réserve de territoriale affectés au service de garde des voies de communication sont mobilisés la veille du premier jour de mobilisation (c'est-à-dire le 1er août), pour protéger les voies ferrées et ouvrages d'art importants à proximité de leur domicile (généralement moins de dix kilomètres).
Les 880 000 hommes de l'active, soit les classes 1911, 1912 et 1913 (nés entre 1891 et 1893, 21 à 23 ans) sont déjà dans les dépôts et casernes. Ils sont rejoints par les 2 200 000 hommes de la réserve, soit les classes 1900 à 1910 (nés entre 1880 et 1890, 24 à 34 ans) ; puis par les 700 000 hommes de la territoriale, soit les classes 1893 à 1899 (nés entre 1873 et 1879, 35 à 41 ans) ; la réserve de la territoriale, soit les classes 1887 à 1892, n'est pas immédiatement mobilisée (elle sera incorporée pour les plus jeunes à partir du 16 août).
Le transport de tous ces réservistes et territoriaux de leur domicile à leur dépôt d'affectation (« centre de mobilisation ») se fait essentiellement par voie ferrée, d'où une première phase, dite « de mobilisation », qui est un vaste chassé-croisé de 10 000 trains de voyageurs, (dont 3 262 trains sur le réseau PLM, 3 121 trains sur le Nord, 1 500 trains sur le PO et 1 334 trains à l'Est) traversant la métropole dans tous les sens et transportant gratuitement les mobilisés en tenue civile. « Il est recommandé aux hommes convoqués de se mettre en route avec deux chemises, un caleçon, deux mouchoirs, une bonne paire de chaussures ; se faire couper les cheveux et emporter des vivres pour un jour ». Le 1er août, les réseaux de chemins de fer reçoivent l'ordre de mobilisation générale ; un arrêté ministériel indique qu'à partir du 2 août 1914, les chemins de fer sont sous contrôle militaire. Immédiatement, les réseaux préparent les wagons pour le transport des troupes.
Les réservistes les plus jeunes (classes 1910, 1909 et 1908) complètent les unités d'active et doivent rejoindre les dépôts les 2e et 3e jours de la mobilisation, soit les lundi 3 et mardi 4 août. Les réservistes un peu plus âgés (classes 1907, 1906, 1905 et 1904) forment les unités de réserve (encadrés par quelques officiers et hommes de l'active) et doivent être présents au dépôt à partir du 3e, 4e ou 5e jours selon l'unité, soit à partir du mardi 4 ou du jeudi 6 août. Quant aux réservistes les plus vieux (classes 1903 et 1902), ils doivent théoriquement rester au dépôt pour remplacer les futures pertes. Les territoriaux sont convoqués un peu plus tard. S'y rajoutent 71 000 engagés volontaires, qui devancent l'appel (classes 1914 et suivantes : la loi de 1913 autorise les engagements volontaires pour la durée de la guerre à partir de 17 ans), se réengagent (quelques vétérans de la guerre de 1870) ou bien sont étrangers (cas de 26 000 hommes, notamment des Alsaciens-Lorrains, des Polonais et des Italiens, qui ne sont pas tous versés dans la Légion étrangère).

Départ des premiers mobilisés à Paris
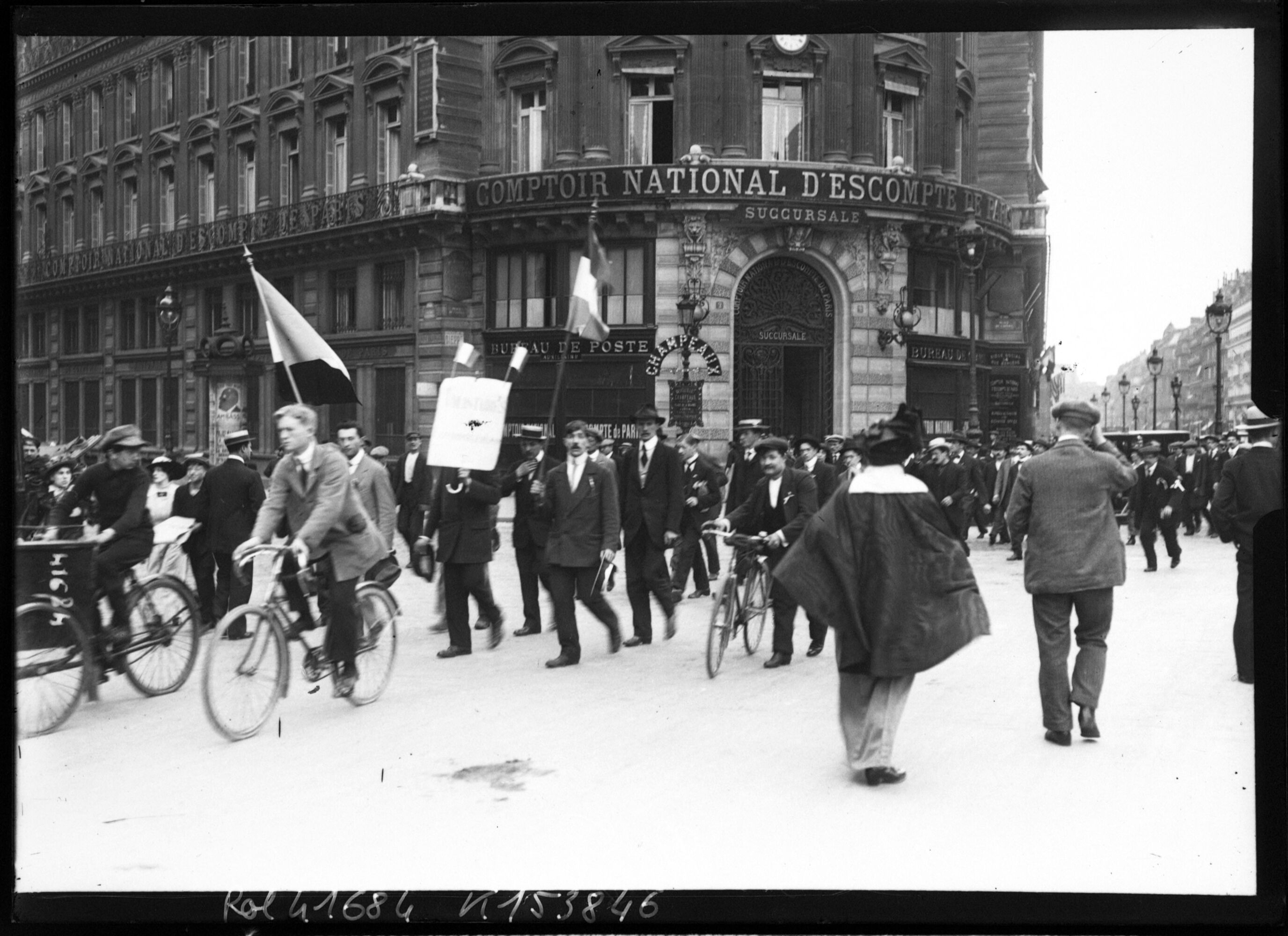
Défilé de mobilisés sur la place de l'Opéra.
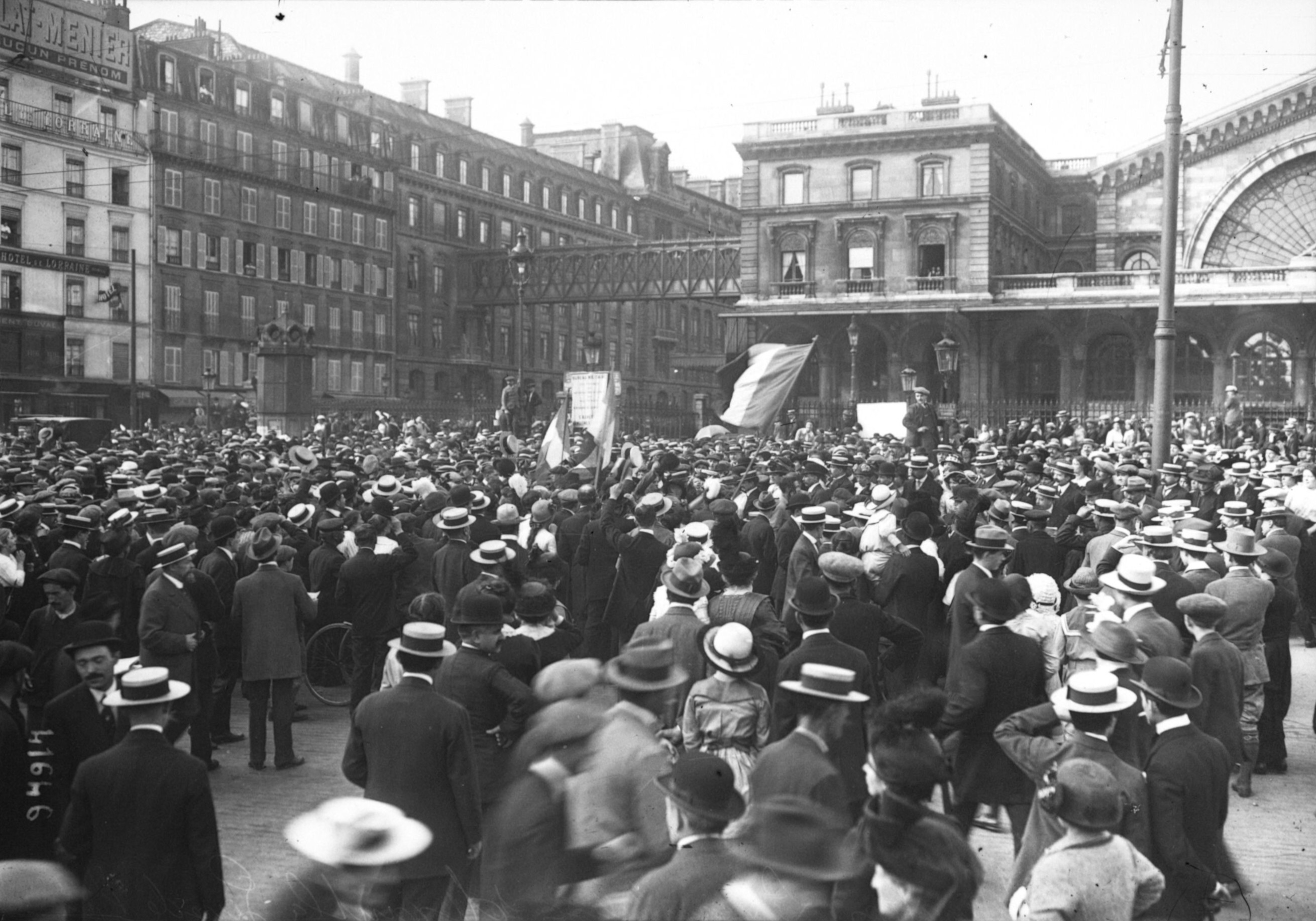
Foule de mobilisés à la gare de l'Est.
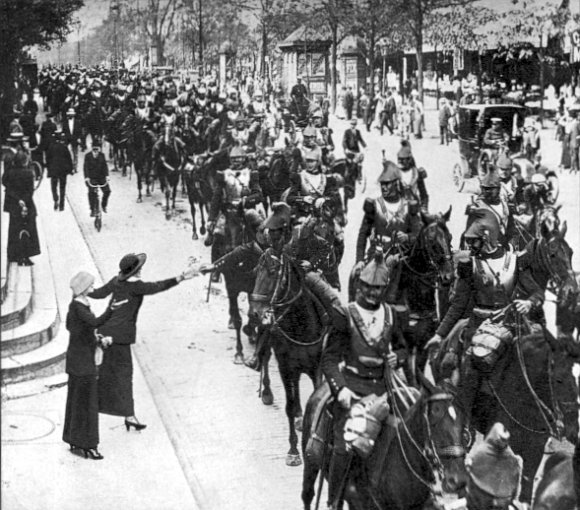
Régiment de cuirassiers remontant un des boulevards.
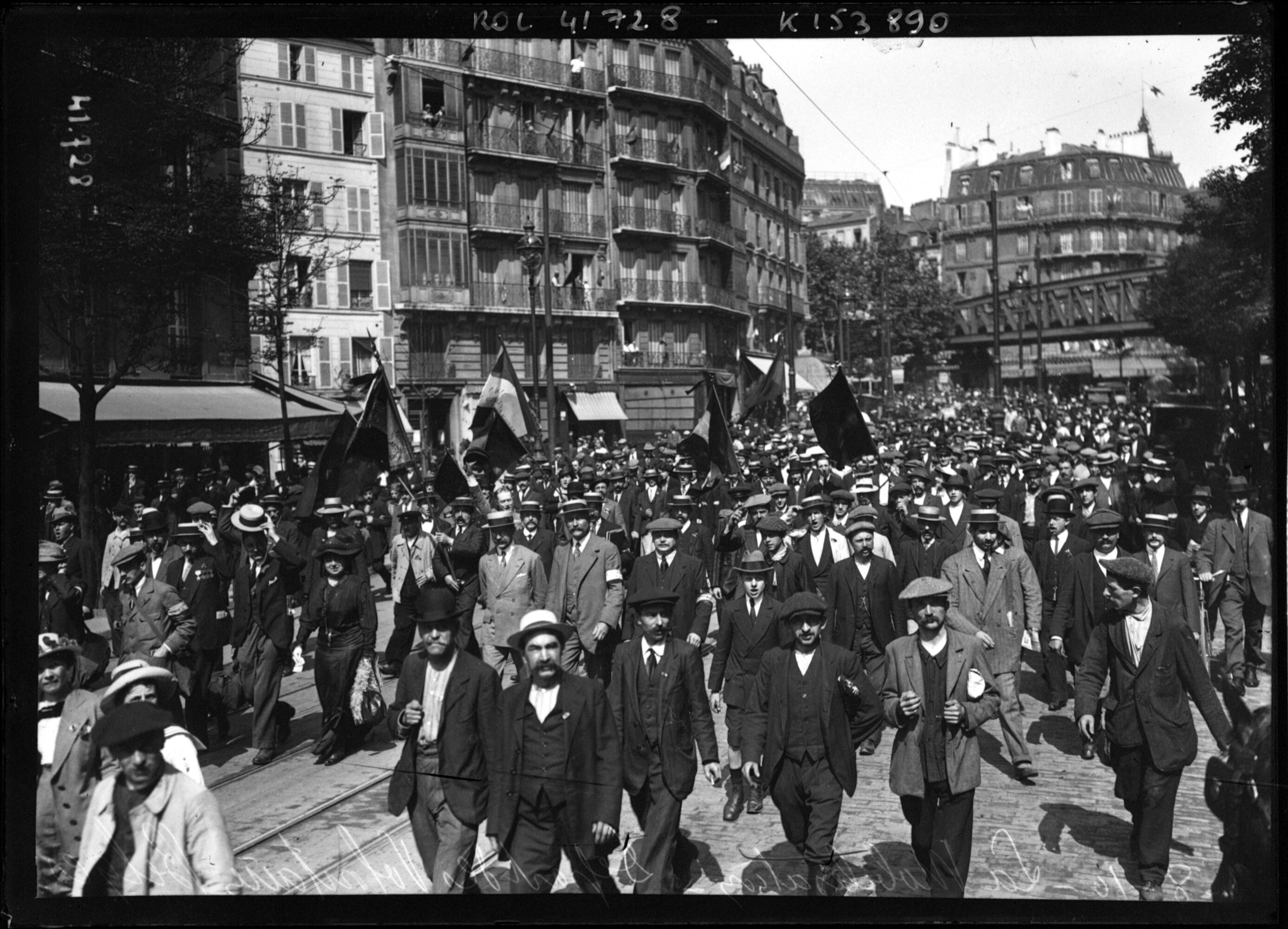
Défilé avant le départ en train des volontaires belges, le 9 août 1914.

L'École spéciale militaire de Saint-Cyr est fermée au début de la mobilisation, tous ses élèves sont affectés dans les régiments d'active lors des journées d'août et la plupart deviennent sous-lieutenants dès octobre (promotions 1912-1914 de « Montmirail » et 1913-1914 de « la Croix du Drapeau »). Quant aux candidats au concours d'entrée 1914 de Saint-Cyr qui viennent de passer l'écrit en juin, ils voient leurs oraux supprimés : tous les admissibles sont déclarés reçus le 4 août et sont envoyés immédiatement dans les dépôts, puis après quatre mois d'instruction ils sont sous-lieutenants ou sous-officiers (cette promotion 1914 fut baptisée de « la Grande Revanche » en janvier 1915). L'École polytechnique est elle aussi fermée à la mobilisation et tous les élèves de la promotion 1913 sont versés comme sous-lieutenants dans l'artillerie ou le génie. Les élèves de l'École normale supérieure, de l'École forestière de Nancy et de l'École des mines de Saint-Étienne reconnus aptes sont versés dans l'infanterie, ceux de l'École centrale des arts et manufactures et de l'École nationale supérieure des mines rejoignent l'artillerie, ceux de l'École des ponts et chaussées sont affectés dans le génie (comme prévu par la loi du 21 mars 1905), tandis que les cours reprennent pour les quelques exemptés. Les élèves de seconde année de l'École navale partent avec le grade de second maître des équipages de la flotte, mais gardent leur uniforme d'élève.
Le nombre des insoumis est plus faible (1,5 %) que dans les prévisions (13 %) : les brigades de gendarmerie n'ont à réduire que de petits maquis dans le département de la Loire et on déplore quelques auto-mutilations (de l'index gauche ou du mollet) ; les hommes responsables des incidents (surtout liés aux beuveries) sont versés dans les compagnies disciplinaires. Le 1er régiment de cuirassiers est même maintenu trois jours à Paris dans la caserne de l'École militaire par précaution, « pour des motifs de politique intérieure », en renfort de la Garde républicaine. Quant aux insoumis et déserteurs antérieurs à la mobilisation, une amnistie leur est proposée s'ils se rendent volontairement.

### Habillement et équipement

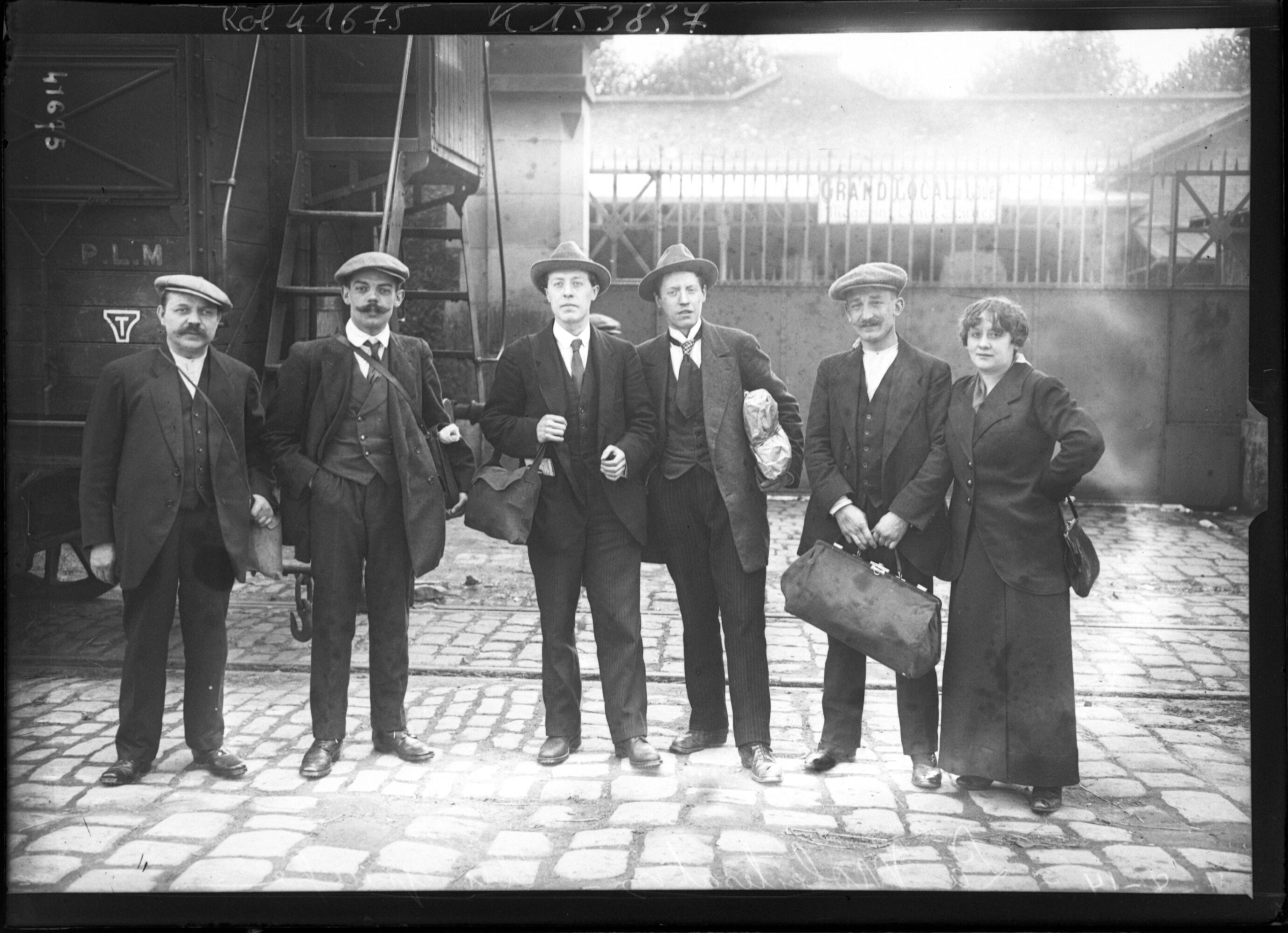
Groupe de cinq mobilisés dans une gare, avant leur départ le 4 août 1914.

Du 1er au 15 août, 2 887 000 hommes sont incorporés, puis 1 099 000 du 16 août au 30 septembre, soit un total estimé à 3 986 000 hommes (le recensement de 1911 annonce 39,7 millions d'habitants en France, dont 19,5 millions masculins, dont 12,6 millions d'hommes valides). En septembre et octobre 1914 il est procédé au recensement puis au rappel de tous les réformés et exemptés des classes 1887 à 1914 devant les conseils de révision.
La mobilisation quadruple les effectifs : il faut habiller cette foule d'un uniforme (képi, veste, capote, pantalon, bretelles, chemises, cravate, caleçons, guêtres et chaussettes) et de brodequins à clous ; l'équiper avec pour chaque homme un havresac, une musette, un bidon, un peigne, deux mouchoirs, une boîte à graisse, quatre brosses, un savon, une trousse à couture (ciseaux, bobine de fils, dé à coudre, aiguilles et collection de boutons), un paquet de pansements (un plumasseau d'étoupe, une compresse en gaze, une bande de coton et deux épingles de sûreté), une gamelle, une cuillère, une fourchette, un quart, douze pains de guerre (soit 1,5 kg, pour deux jours), une boite de conserve (500 g de bœuf salé ou de potage condensé), des sachets de petits vivres (200 g de riz ou de légumes secs, 72 g de café en tablette soluble, 64 g de sucre et 40 g de sel), un ceinturon, trois cartouchières et un porte-épée-baïonnette ; pour chaque escouade quatre grandes gamelles, quatre marmites, deux seaux en toile, un moulin à café, deux sacs à distribution et des outils (pioches, pics, haches, scies articulées et pelle-bêches). Chaque homme doit porter autour du cou une plaque ovale d'identité en aluminium (avec d'un côté son nom, son prénom et sa classe, de l'autre sa subdivision de région et son numéro matricule), qui n’est distribuée qu’en temps de guerre. Les magasins sont vidés pour les réservistes, donc les territoriaux sont souvent habillés et équipés avec de vieux effets et un armement démodé.
L'armée française passe en quinze jours de 686 à 1 636 bataillons d'infanterie, de 365 à 596 escadrons de cavalerie, de 855 à 1 527 batteries d'artillerie et de 191 à 528 unités de génie. Sa structure passe de 54 divisions présentes en métropole (dont dix de cavalerie, sans compter les unités en Afrique du Nord) en temps de paix à 94 divisions (46 d'active, 25 de réserve, treize territoriales et dix de cavalerie) sur le pied de guerre. S'y rajoutent 21 escadrilles d'armée (chacune de huit avions), deux escadrilles de cavalerie, cinq dirigeables, quatre compagnies d'aérostiers de place et 212 sections du service automobile (transport de troupes, de matériel, sanitaire et de ravitaillement en viande fraîche). La mise en route vers la frontière se fait à la date prévue par le plan, l'unité étant théoriquement à plein de son effectif et de son équipement.

### Couverture de la mobilisation

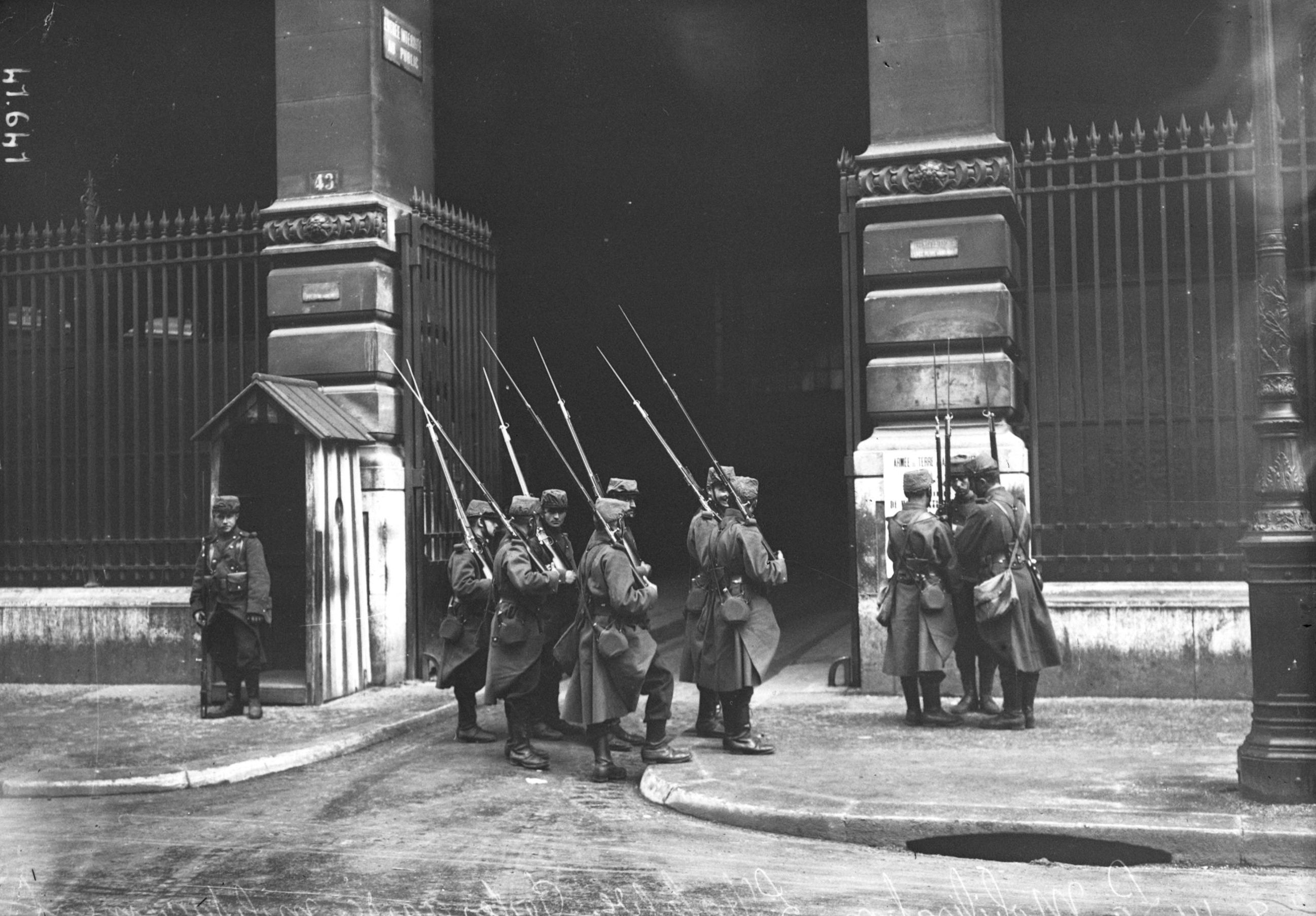
Une des premières mesures préventives est de protéger les moyens de communication : ici l'Hôtel des Postes de la rue du Louvre à Paris, le 2 août 1914.

Dès le 25 juillet 1914, tous les officiers généraux et les chefs de corps (commandants d'unités) sont rappelés et leurs permissions supprimées ; le 26, toutes les unités en déplacement ont ordre de retourner à leur caserne, ; le 27 au soir, les permissionnaires de la troupe des cinq corps d'armée de la frontière sont rappelés et ces corps appliquent le « dispositif restreint de sécurité » (mesures de protection des voies de communication, notamment des ouvrages d'art). Au milieu de la nuit du 27 au 28, le ministère de la Guerre ordonne le rappel des permissionnaires des corps de l'intérieur ; le 29, le ministre ordonne de faire garder les ouvrages fortifiés, les établissements militaires et les postes de TSF dans les six corps de la frontière (1er à Maubeuge, 2e dans les Ardennes, 6e à Verdun, 20e à Toul, 21e à Épinal et 7e corps à Belfort). Le 31 juillet 1914 au matin, les cinq corps d'armée de l'Est appliquent l'ordre d'exécuter un « exercice complet de mobilisation » (déploiement d'unités d'active), mais dix kilomètres en arrière de la frontière (par ordre du gouvernement) ; les gouverneurs des quatre places de l'Est ont désormais ordre de lancer les travaux de défense (creusement des tranchées, pose des réseaux de barbelés et mise en place des batteries).
Le 1er août à 18 h, les colonels des régiments concernés reçoivent le télégramme « Faites partir troupes de couverture », d'où le déploiement en train ou à pied des unités des cinq corps et le rappel des réservistes frontaliers, mais toujours à dix kilomètres en arrière de la frontière. Le 7e corps (comprenant temporairement la 8e division de cavalerie) se déploie dans le « secteur des hautes Vosges » (de Belfort à Gérardmer), le 21e corps (y compris la 6e DC) dans celui de la Haute-Meurthe (de Fraize à Avricourt), le 20e corps (avec la 2e DC) dans la Basse-Meurthe (d'Avricourt à Dieulouard), le 6e corps (comprenant la 7e DC) dans la Woëvre méridionale (de Pont-à-Mousson à Conflans) et le 2e corps (avec la 4e DC) dans la Woëvre septentrionale (de Conflans à Givet) : ces secteurs de couverture sont commandés par les généraux commandant les différents corps d'armée frontaliers, dépendant jusqu'au 5e jour directement du général en chef, puis ils passent sous les ordres des commandants d'armée. En avant des « gros » sont placés plusieurs groupes composés chacun d'un bataillon et d'un escadron, avec encore plus en avant des « sonnettes » de cavalerie épaulées par des douaniers et des chasseurs forestiers. Les transports de la couverture sont achevés le 3 août, grâce à 538 trains ; les trois divisions à mobilisation hâtive sont en place le 5 août.
La marine est elle aussi concernée par des mesures préventives. Dès le 25 juillet, les permissionnaires sont rappelés, les bâtiments de réserve sont remis en état, les munitions de guerre commencent à être chargées et les écoles fermées. Le 29 juillet, les cuirassés concentrés à Toulon font le grand plein de charbon. Le 31 juillet est organisée la réquisition des chalutiers (pour servir de dragueurs de mines auxiliaires) et l'organisation de la défense des ports. Le 2 août, l'ordre d'allumage général des chaudières des bâtiments (il faut plusieurs heures de chauffe pour que la pression de la vapeur soit suffisante) est donné pour 22 h 15. Le 3 août à 4 h 50, les escadres appareillent de Toulon pour protéger les liaisons avec l'Afrique du Nord.

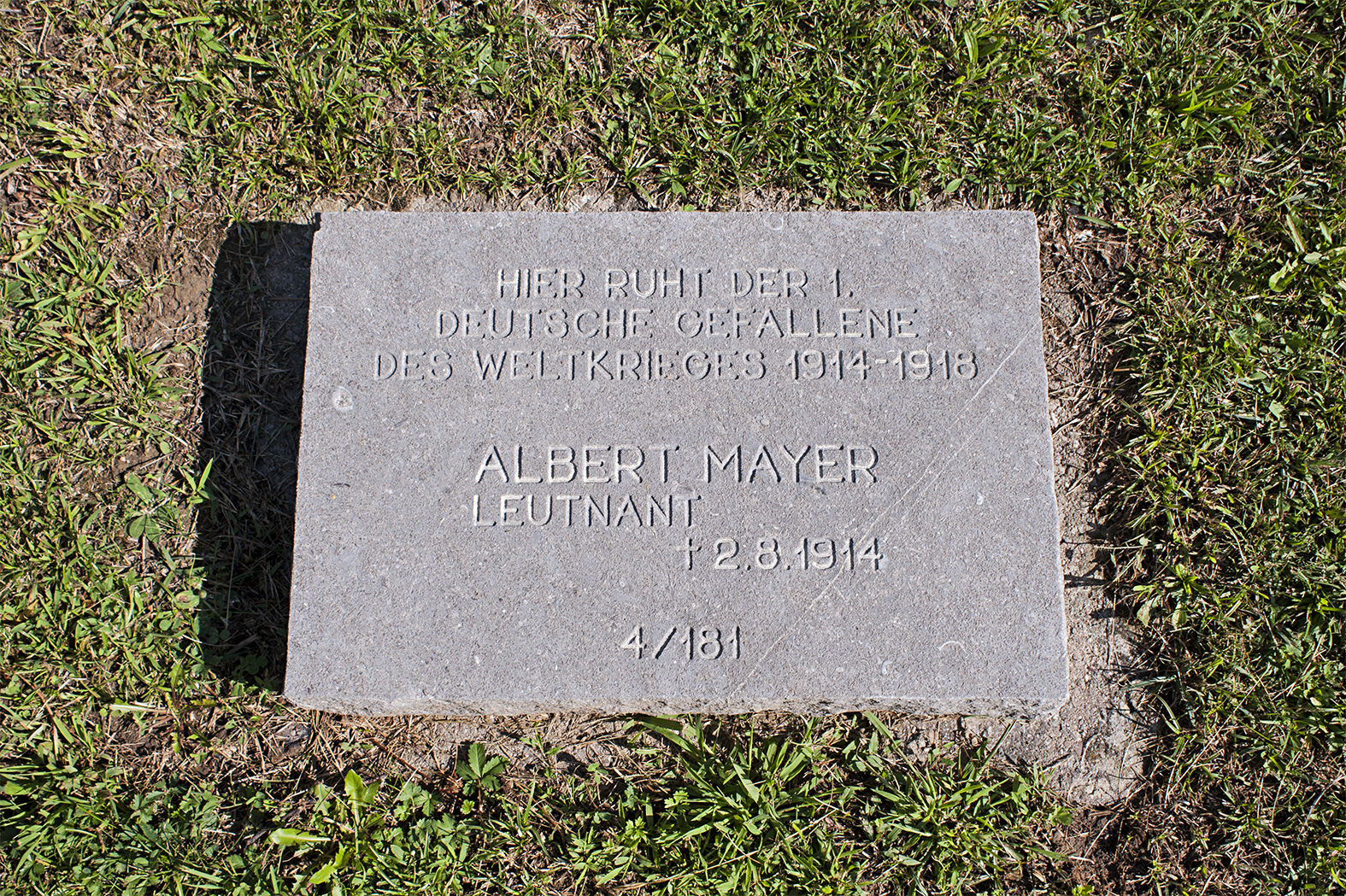
Tombe du premier mort allemand de 1914 : le lieutenant Mayer, enterré au Deutscher Soldatenfriedhof (cimetière militaire allemand) d'Illfurth, près de Mulhouse.

Le 2 a lieu le premier incident de frontière : une patrouille allemande du Jäger-Regiment zu Pferde Nr. 5 (le 5e régiment de chasseurs à cheval, caserné à Mulhouse) rencontre à Joncherey près de Delle (dans le Territoire de Belfort) une escouade française du 44e régiment d'infanterie (de Montbéliard) placée là en surveillance : l'échange de coups de feu tue les deux commandants, le caporal français Jules André Peugeot (21 ans) et le Leutnant allemand Albert Mayer (22 ans), qui deviennent les premiers tués de chacun des deux pays, avant même la déclaration de guerre. D'autres reconnaissances allemandes près de Longwy et de Lunéville vérifient les positions françaises. Le 2 au matin, le chef de l'État-Major général envoie une note au ministre de la Guerre : « nous avons dû abandonner des positions qui avaient une certaine importance pour le développement de notre plan de campagne. Nous serons obligés par la suite de reprendre ces positions, ce qui ne se fera pas sans sacrifices ». Il obtient presque immédiatement « liberté absolue de mouvement pour l'exécution de ses prévisions, dussent-elles conduire au franchissement de la frontière allemande ». Le 3 août, Joffre réunit dans les bureaux du ministère de la Guerre ses cinq commandants d'armée avant de partir rejoindre son grand quartier général qui vient d'être créé pour l'occasion, installé à partir du 4 à Vitry-le-François.

### Concentration

#### Problèmes de transport

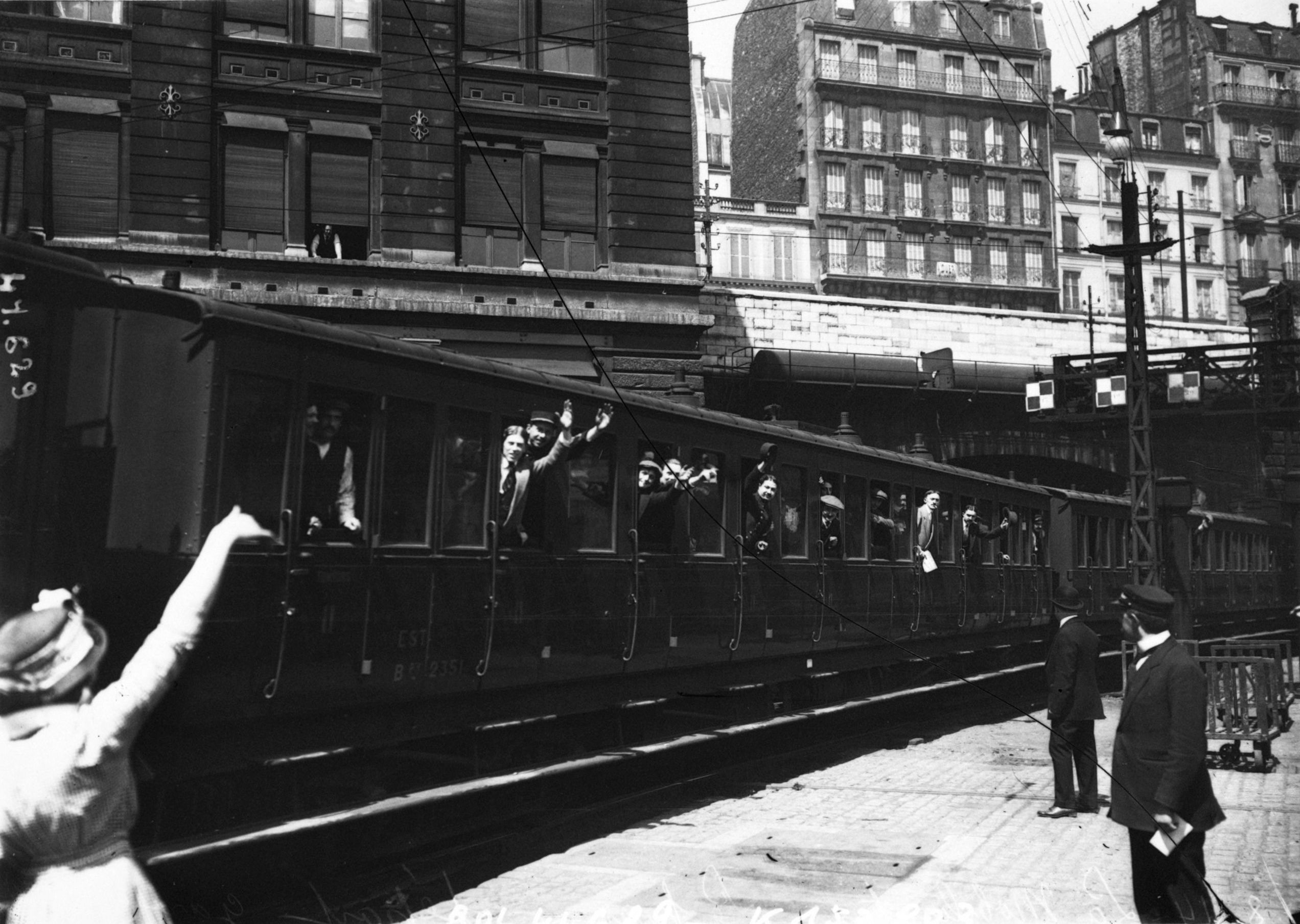
Départ de la gare de Paris-Est d'un train de mobilisés, le 2 août 1914.

La concentration de la quasi-totalité du corps de bataille de l'armée française (moins les 680 000 hommes encore dans les dépôts, les 210 000 hommes gardant les voies de communication, les 821 400 hommes affectés aux places fortes, les 65 000 hommes en mer et les unités déployées aux colonies) à proximité de la frontière franco-allemande se fait en 1914 en transport ferroviaire. Cet énorme déménagement organisé par les bureaux de l'État-Major a été possible par la réquisition des compagnies de chemins de fer (Nord, Est, PO, PLM et Midi) qui perdent toute autonomie (autre que financière) à partir du 31 juillet au soir. Cette réquisition est totale : le personnel, les installations et tout le matériel sont sous le contrôle de l'armée. Pour réaliser la concentration de l'armée française, il faut, entre le 6 et le 18 août, 4 035 trains circulant sur les dix lignes organisées par les militaires. Les compagnies d'intérêt local sont également concernées par la réquisition.
Quelques événements perturbent la concentration : le premier a lieu le 7 août, un accident à hauteur de Brienne bloque la ligne E (en provenance de Toulouse) dont le trafic est dirigé sur la ligne D (en provenance de Bordeaux) ; mais le 8 août, un second incident sur la ligne D, saturée, entraîne des retards dans les débarquements des 12e et 17e corps. Le 10 août, le train transportant l'état-major de la 55e division de réserve se fait percuter à Sompuis vers 5 h 30 par un des trains du 313e régiment : le tamponneur a six morts et 25 blessés ; quant au tamponné, le wagon des officiers est « mis en morceaux » avec sept blessés dont le général Leguay ; les convois sur la ligne F y gagnent vingt heures de retard. Il y a aussi des incendies de wagons et quelques accidents : par exemple, le 6 août, un soldat du 61e régiment d'infanterie de Privas « juché sur la cabine de serre frein d'un wagon heurte un ouvrage d'art et est tué net » avant la gare de Givors-Canal.
Quant à l'armée d'Afrique, elle fournit comme prévu deux divisions venant d'Algérie et de Tunisie, ainsi qu'une division prélevée sur le corps d'occupation du Maroc ; mais ces trois divisions, composées de régiments de zouaves, de tirailleurs algériens, de légionnaires, de spahis et de chasseurs d'Afrique, étaient vulnérables lors de leur traversée. Le 4 août, les croiseurs de la Kaiserliche Marine SMS Goeben et SMS Breslau bombardèrent Philippeville et Bône, avant de prendre la fuite à l'approche des navires britanniques. La traversée française se fit sans problème après cette surprise, les deux divisions algériennes débarquant à Sète et à Marseille, tandis que la division marocaine (« division de marche d'infanterie coloniale du Maroc ») le fit à Bordeaux. Elles sont ensuite transportées par voie ferrée, nécessitant la mise en route de 239 trains.

#### Création des armées

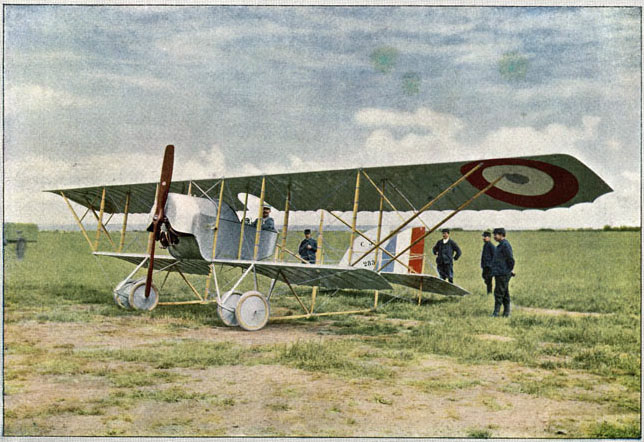
L'aéronautique militaire en 1914 n'est qu'une subdivision de l'armée, avec 216 appareils regroupés en escadrilles. S'y rajoutent quelques grands dirigeables et des ballons captifs. Ici, un Caudron G.3.

Les lignes de transport fournirent les troupes nécessaires à la constitution à partir du 5 août des cinq armées de manœuvre du plan XVII, qui prévoit une offensive française vers l'Elsaß-Lothringen (Alsace-Lorraine allemande) ainsi que la possibilité d'un combat de rencontre dans l'Ardenne belge. En Lorraine et autour de Belfort sont ainsi massées trois armées : la 1re armée (commandée par le général Dubail et composée des 7e, 8e, 13e, 14e et 21e corps) se déploie sur les versants des Vosges, s'appuyant sur les places fortifiées de Belfort et d'Épinal (sa mission est d'attaquer au sud-est vers Mulhouse et surtout au nord-est vers Sarrebourg) ; la 2e armée (général Castelnau : 9e, 15e, 16e, 18e et 20e corps) se déploie sur le plateau lorrain, s'appuyant sur la place forte de Toul (sa mission est d'attaquer au nord-est vers Morhange) ; la 3e armée (général Ruffey : 4e, 5e et 6e corps) se déploie en Woëvre, s'appuyant sur la place fortifiée de Verdun (sa mission, plus statique, est de surveiller les fortifications allemandes de Metz-Thionville). Dans l'hypothèse de la violation par l'Allemagne de la neutralité belge, une forte aile gauche française surveille le massif ardennais : la 5e armée (général Lanrezac : 1er, 2e, 3e, 10e et 11e corps) est déployée dans le département des Ardennes face à la trouée de Stenay, avec la 4e armée (général Langle de Cary : 12e et 17e corps, ainsi que le corps colonial) en réserve à cheval sur l'Argonne et dans le Barrois et le corps de cavalerie en réserve autour de Mézières.
Seules les divisions d'active sont mises en première ligne, les divisions de réserve étant maintenues en arrière le temps d'assurer leur prise en main et le complément d'instruction. Quatre « groupes de divisions de réserve » sont donc concentrés en arrière du dispositif : le premier groupe (58e, 63e et 66e divisions de réserve) autour de Vesoul (derrière la 1re armée), le deuxième groupe (59e, 68e et 70e divisions) autour de Nancy-Toul (à disposition de la 2e armée), le troisième groupe (54e, 55e et 56e divisions) autour de Verdun-Saint-Mihiel (à disposition de la 3e armée) et le quatrième groupe (51e, 53e et 69e divisions) autour de Vervins (derrière la 5e armée). Le commandant en chef conserve en réserve générale les deux divisions fournies par le 19e corps (37e et 38e, venant d'Algérie), la 44e division d'active (dispersée dans les Alpes, face à l'Italie), les réservistes du Sud-Est (les 64e, 65e, 74e et 75e divisions de réserve, dans les Alpes) ainsi que les divisions affectées à la « défense mobile des places du Nord-Est » (57e à Belfort, 71e à Épinal, 72e à Verdun et 73e à Toul), tandis que le ministre garde le contrôle de la 67e (au camp de Mailly) ainsi que des 61e et 62e divisions de réserve (dans le camp retranché de Paris).
Les treize divisions d'infanterie territoriales sont les dernières à être constituées, leur concentration s'étalant jusqu'au 19 août. Commandées par le général Brugère, neuf de ces divisions sont destinées à manœuvrer, d'où leur appellation de « divisions territoriales de campagne » : la 91e à Draguignan au sein de l'armée des Alpes (en cas de menace italienne) ; la 84e et 88e sont affectées au camp retranché de Paris (pour servir à la défense mobile) ; les 81e et 82e à Hazebrouck et Arras (en cas de débarquement naval allemand) ; la 87e concentrée près de Cherbourg (en protection côtière) ; enfin les 90e et 92e divisions placées à Perpignan et Bayonne pour surveiller la frontière espagnole. Les quatre dernières divisions, les 83e, 85e, 86e et 89e, sont affectées comme garnison au camp retranché de Paris, avec de faibles moyens de transport, d'où leur nom de « divisions territoriales de place ». Comme les neutralités italienne et espagnole sont confirmées dès le début d'août et que l'entrée en guerre britannique sécurise les côtes, les divisions de campagne sont réaffectées au profit du Nord-Est, sauf la 90e qui est envoyée en Afrique du Nord à partir du 12 août.

#### Modifications
L'annonce de l'entrée des troupes allemandes au Luxembourg dès le matin du 2 août confirme à l'État-Major français l'hypothèse d'une attaque allemande tentant de déborder la concentration par le flanc en passant par la Belgique (envahie à partir du 4 août au matin) ; ordre est donc donné dès le 2 août à l'aile gauche française de se déployer pour contrôler les débouchés des Ardennes (c'est une variante prévue au plan XVII) : la 4e armée, jusque-là en réserve, doit s'intercaler entre la 3e et la 5e de Sedan à Montmédy, la 5e armée se décale un peu plus à l'ouest d'Hirson à Charleville, la moitié de la 3e armée se redéploie de Montmédy à Spincourt, tandis que le corps de cavalerie est envoyé en couverture et reconnaissance en avant de la 5e, dans l'Ardenne belge (le gouvernement belge donne l'autorisation aux Français d'entrer en Belgique le 4 août à 23 h).
Au corps de bataille de l'armée française se rajoute le corps expéditionnaire britannique (British Expeditionary Force, commandé par le Field marshal French : quatre divisions d'infanterie et une de cavalerie), secrètement prévu par le plan de concentration français. La décision par les Britanniques d'envoyer leur petite armée en France est prise le 5 août 1914 ; celle de la déployer à Maubeuge seulement le 9 (le secrétaire d'État à la Guerre Kitchener préférait Amiens). Les différentes unités sont embarquées à partir du 9 août à Southampton, Cork, Dublin et Belfast pour arriver jusqu'au 17 août au Havre, à Rouen et à Boulogne, avant d'être transportées (par la ligne ferroviaire W, créée pour elle) et déployées près de Maubeuge, à l'extrémité gauche du dispositif français.

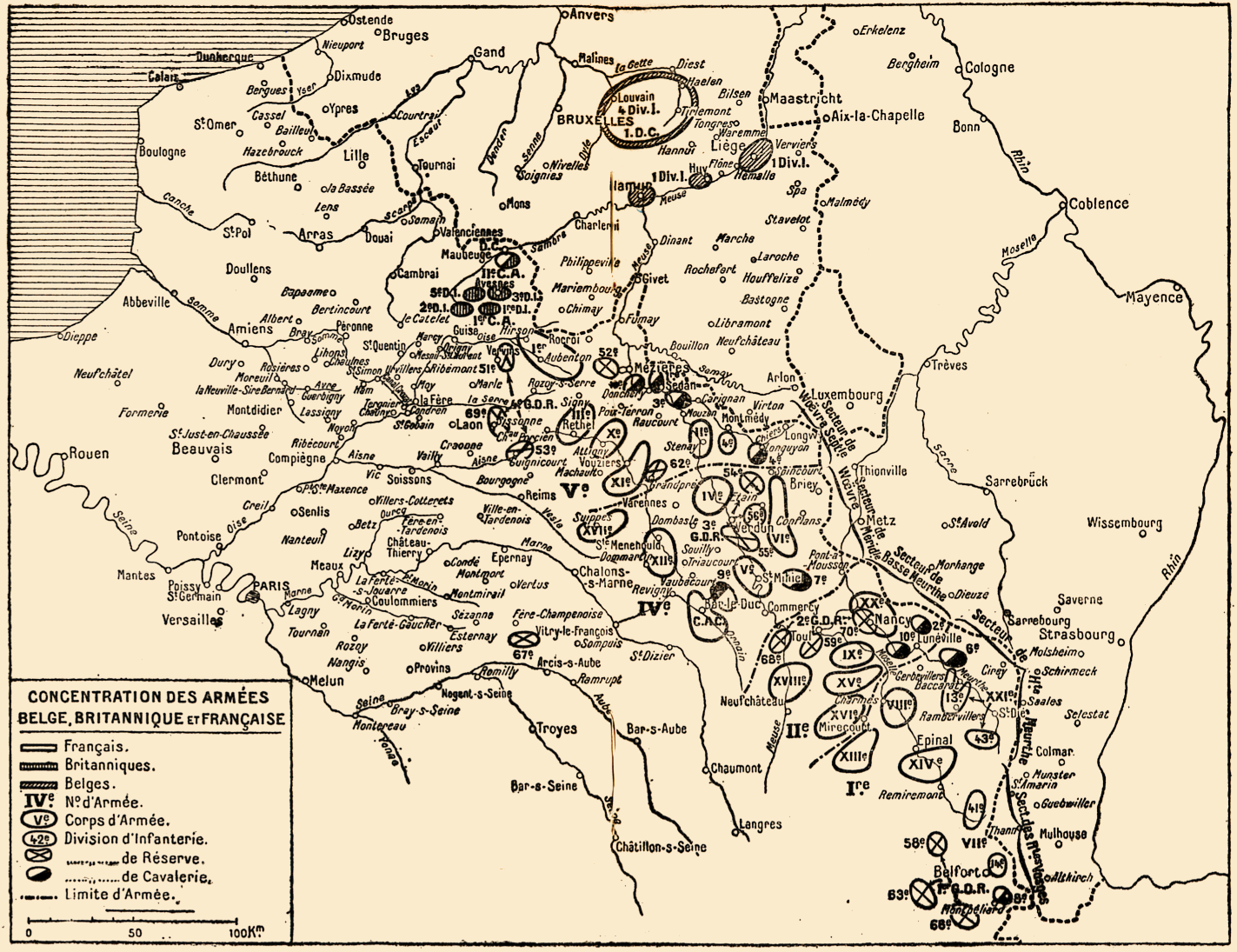
Carte de la concentration des armées belge, britannique et françaises en août 1914.

## Conséquences

### Restriction des libertés

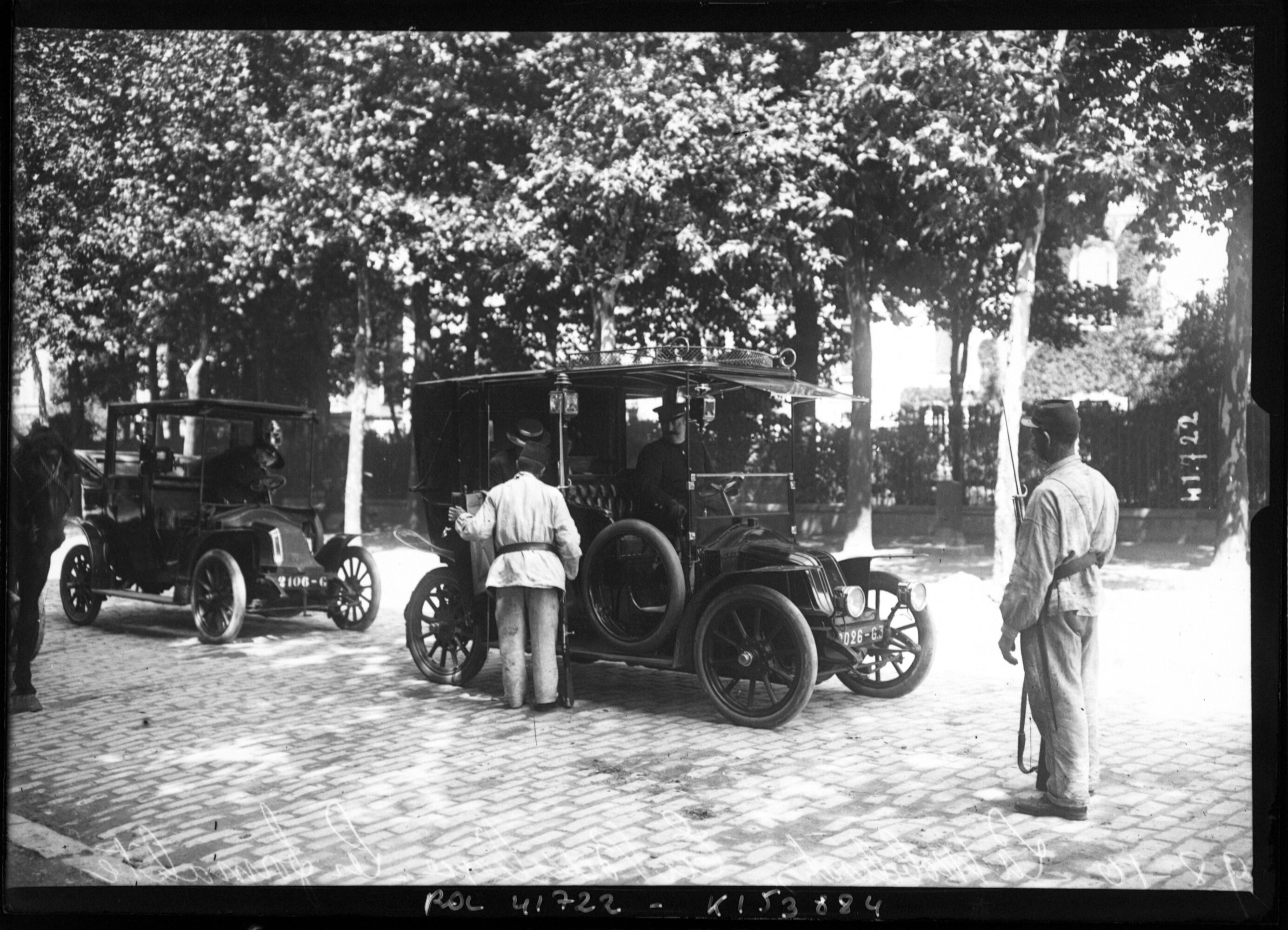
Contrôle de l'identité des voyageurs quittant Paris en automobile, le 9 août.

L'état de siège est proclamé dès le 2 août 1914 (deux jours avant réception de la déclaration de guerre allemande) sur tous les départements français (y compris ceux d'Algérie) et maintenu pendant toute la durée de la guerre. La proclamation de celui-ci n'est pas conforme à la loi de 1878 sur l'état de siège : d'une part, il aurait dû fixer une durée limitée (en mois ou, au pis, années), après quoi le Parlement aurait dû prendre la décision, ou non, de reconduire celui-ci ; d'autre part, le Parlement aurait dû continuer à siéger, au lieu de s'absenter, immédiatement après avoir entériné l'état de siège, jusqu'en janvier 1915,.
Les maires et préfets perdent immédiatement leurs pouvoirs de police au profit des autorités militaires ; l'armée peut ainsi interdire les réunions, pratiquer des perquisitions de domicile et faire comparaître des civils devant des tribunaux militaires (avec une procédure très simplifiée et une exécution immédiate de la sentence). Le Grand Quartier général reste toutefois responsable devant l'exécutif, lui-même responsable devant le Parlement, et ce pendant toute la durée de l'état de siège - qui ne sera levé qu'en novembre 1919, plus d'un an après l'armistice.
Les résidents allemands et austro-hongrois sont évacués du Nord-Est et des places fortes ; tous les étrangers doivent avoir désormais un permis de séjour. À Paris, des mesures d'exception sont prises : les portes de l'enceinte fortifiée sont désormais fermées et gardées de 18 h jusqu'à 6 h ; sur ordre de la préfecture de police du 29 juillet, les débits de boissons doivent fermer à 20 h et les restaurants à 21 h ; les bals sont interdits ; la plupart des becs de gaz et des réverbères électriques sont éteints dans le cadre d'un black-out.
Les élections sont suspendues, la majorité du corps électoral, y compris plusieurs députés, étant sous l'uniforme (les femmes et les militaires n'ont pas le droit de vote sous la Troisième République) et une partie du territoire étant occupé. Le 2 août, le Sénat et la Chambre des députés sont convoqués en session extraordinaire à partir du 4 pour voter une série de lois d'exception.

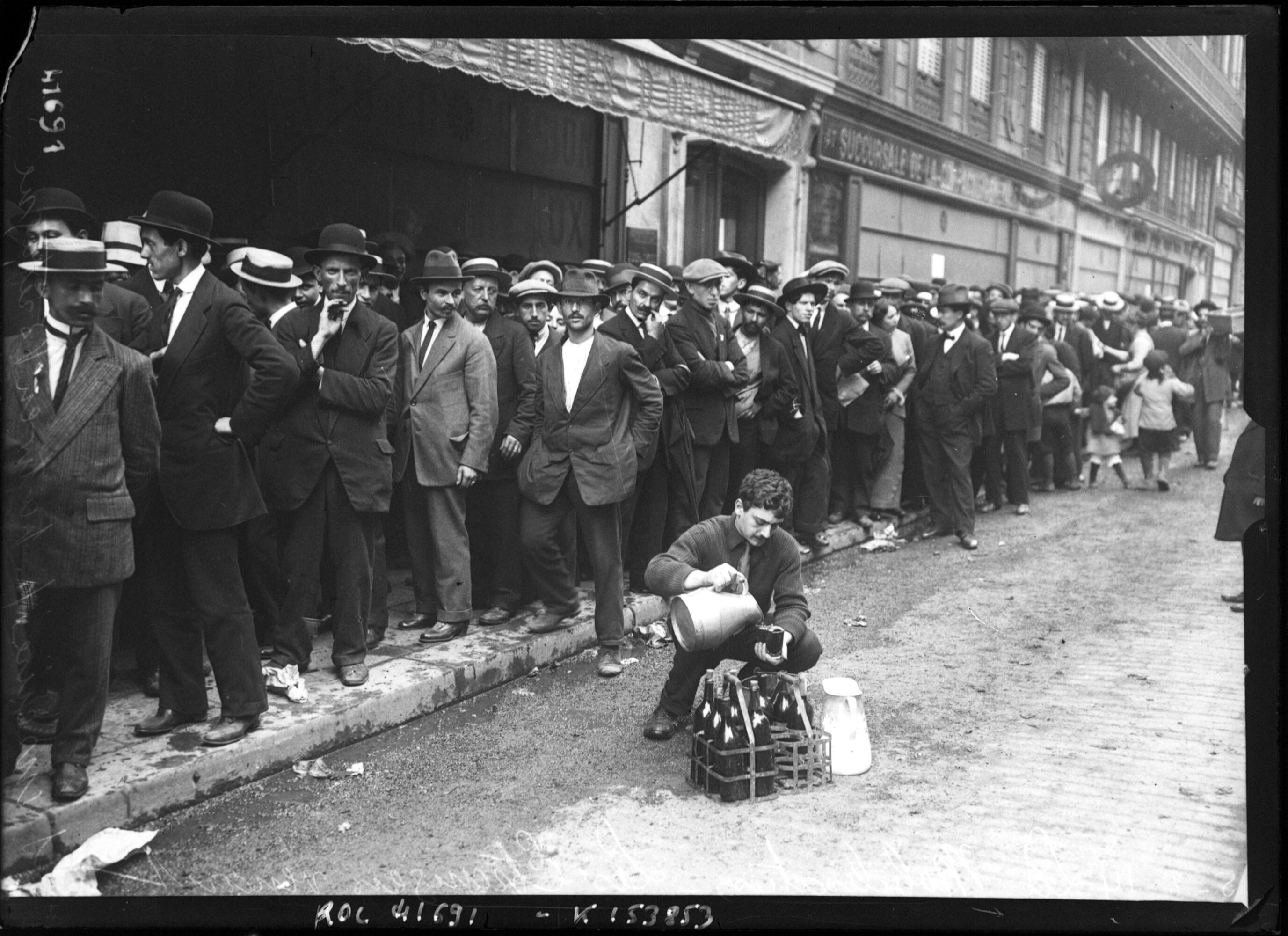
Inscription des résidents étrangers avant leur évacuation forcée vers la Bretagne, Paris le 5 août.

La liberté et le secret de la correspondance n'existent plus : le courrier des militaires, systématiquement en retard (rendant inexploitables les indiscrétions éventuelles), est vérifié avant expédition, les lettres pessimistes, défaitistes ou donnant des informations précises sont saisies ou caviardées (lignes raturées) par les services de censure postale. La liberté de la presse est atteinte par la censure : sont interdits dans un premier temps les « informations autres que celles communiqués par le gouvernement ou le commandement sur les opérations, l'ordre de bataille, les effectifs (notamment des blessés, tués ou prisonniers), les travaux de défense », etc., ainsi que « toute information ou article concernant les opérations militaires ou diplomatiques de nature à favoriser l'ennemi et à exercer une influence fâcheuse sur l'esprit de l'armée et des populations » puis « les articles de fond attaquant violemment le gouvernement ou les chefs de l'armée » et ceux « tendant à l'arrêt ou à la suppression des hostilités ». La presse est contrôlée avant impression, les articles jugés peu patriotiques sont interdits à la publication, laissant parfois la place à des rectangles blancs.

### Difficultés économiques
À partir du 31 juillet, le gouvernement français prend une série de décisions économiques pour accompagner l'entrée en guerre. L'exportation des produits pouvant avoir une utilité militaire est désormais interdite : armes, munitions et explosifs bien sûr, mais aussi bestiaux, chevaux, conserves, viandes, farines, peaux, fourrages, foin, paille, aéroplanes, aérostats, voitures, pneumatiques, effets de campement, plomb, etc. Le budget alloué au ministère de la Guerre est augmenté d'un crédit de 208 millions de francs, couvrant les nouvelles dépenses de casernement, de remonte, d'habillement, de couchage, d'ameublement, de campement, de matériel de santé, d'armement et de fortifications. Pour assurer le travail de l'administration, une partie des fonctionnaires est laissée en sursis d'appel, les mobilisés étant progressivement remplacés par des retraités volontaires (plus tard par des femmes et des mutilés). Les pigeons font désormais l'objet d'une surveillance (interdiction aux civils de déplacer leurs pigeons ou d'en importer).

Réquisition par l'armée des moyens de transport
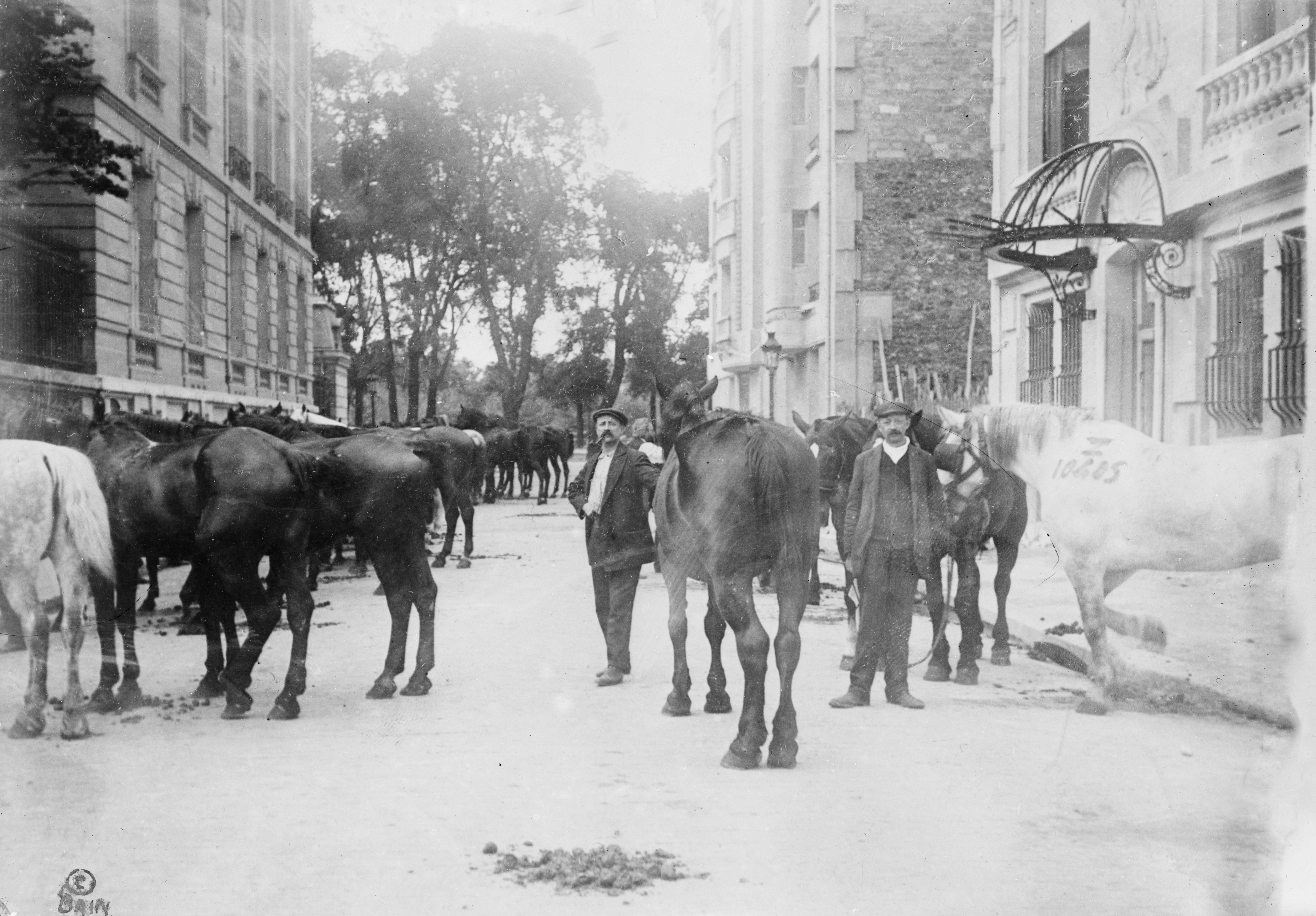
Réquisition des chevaux à Paris.
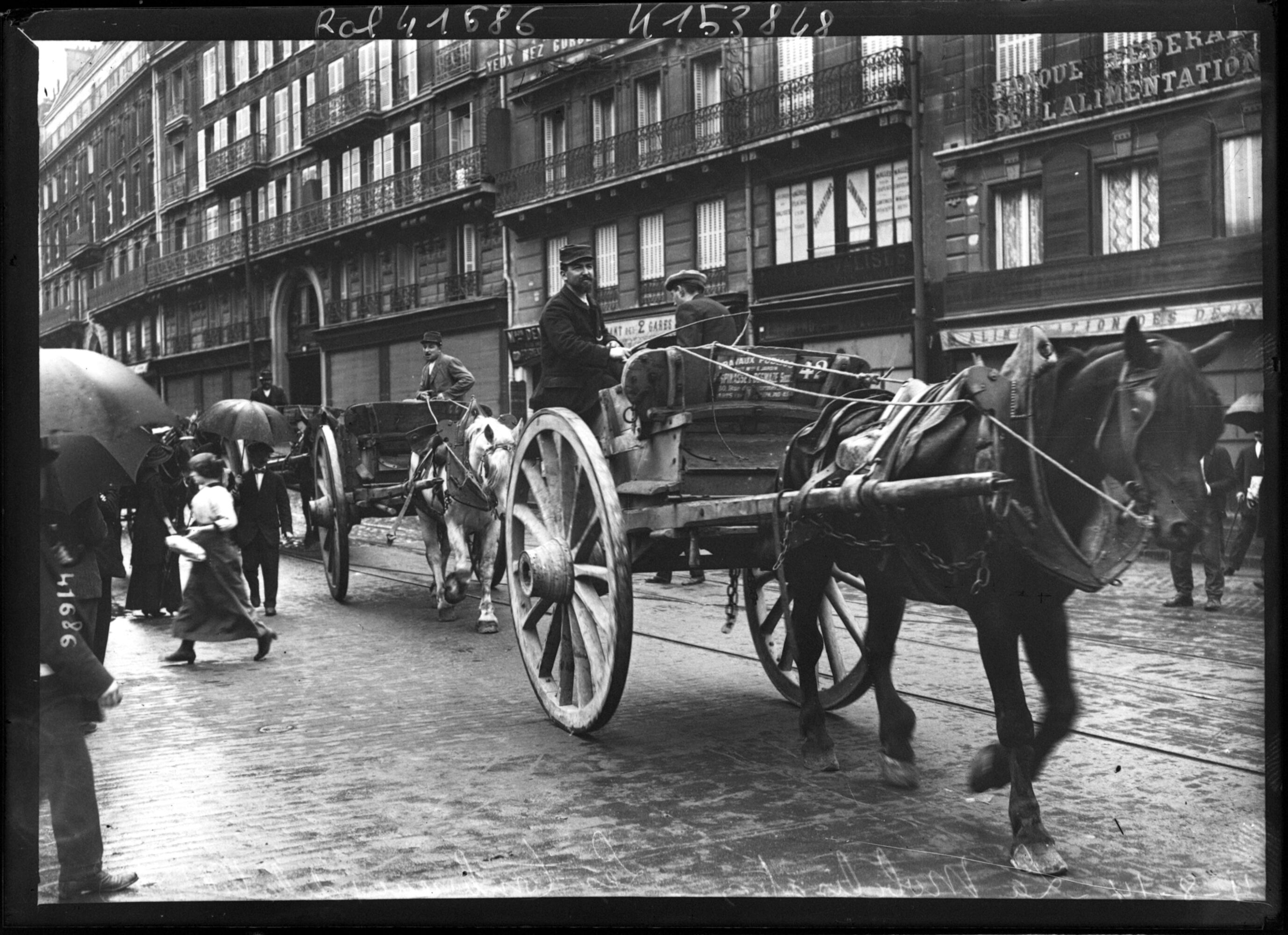
Départ pour l'armée des tombereaux de la ville de Paris.
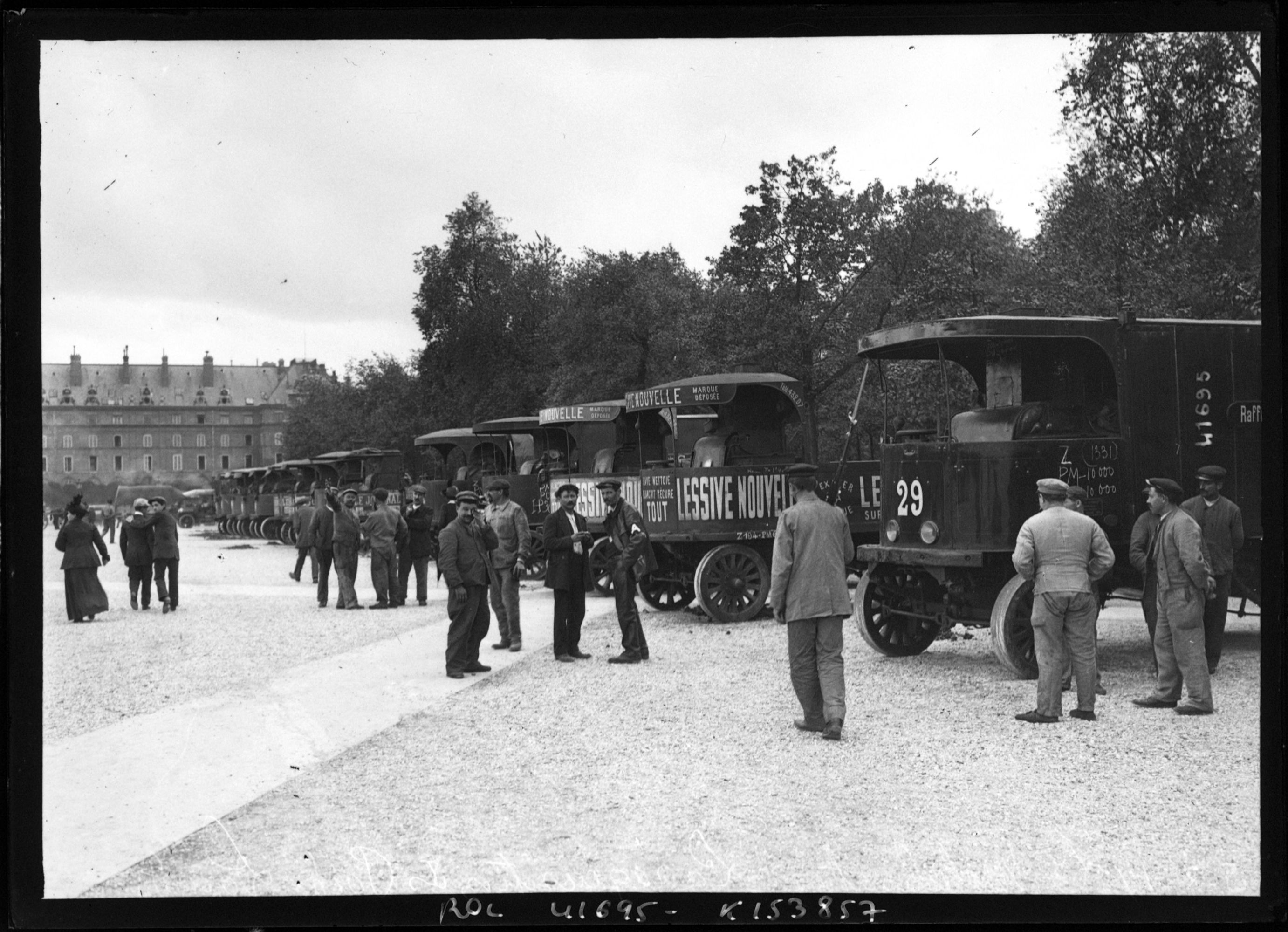
Regroupement des poids lourds de Paris.
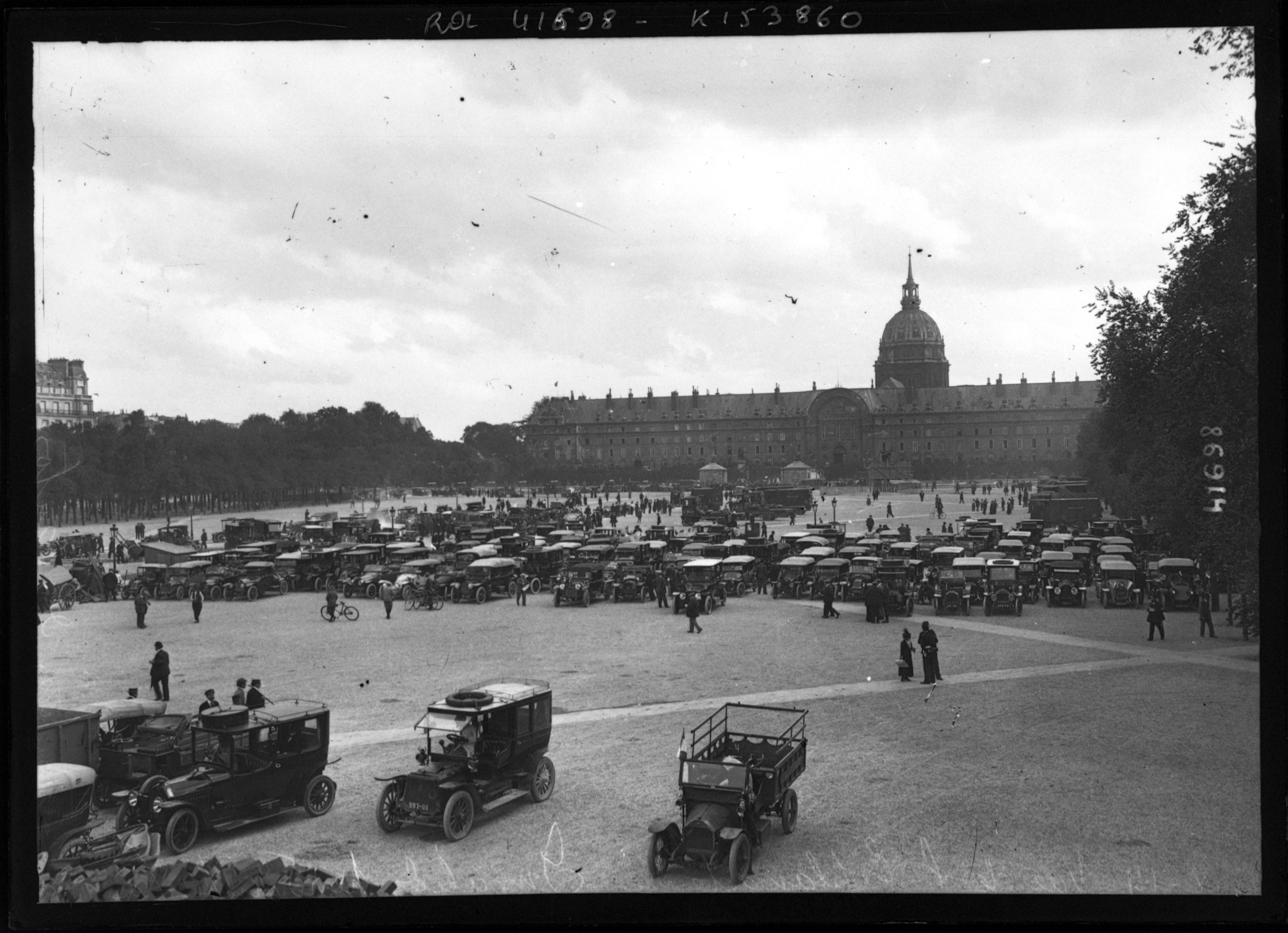
Rassemblement des automobiles sur l'esplanade des Invalides à Paris, le 5 août 1914.

La mobilisation massive a immédiatement des conséquences économiques et sociales : les jeunes hommes adultes et les chevaux (environ 135 000 en août, 600 000 pendant toute la guerre, de cinq à quinze ans, ainsi que des mulets et des ânes) partent aux frontières, désorganisant complètement l'économie et la société. Les entreprises tournent au ralenti ou ferment temporairement leurs portes. La presse réduit fortement son tirage, la mobilisation la privant d'une partie de son personnel ; le courrier n'arrive plus pendant la période de la mobilisation ; le service téléphonique civil est suspendu ; chaque jour une dépêche officielle arrive dans les préfectures et sous-préfectures par télégraphe du ministère de l'Intérieur, avant d'être affichée. Le trafic ferroviaire passagers est presque totalement interrompu pendant la concentration, limité aux lignes qui ne sont pas utilisées par l'armée. À Montbéliard le 5 août, tous les travailleurs de 16 à 60 ans non mobilisés sont convoqués par la municipalité pour faire des travaux de fortifications au fort Lachaux. Les ménages font le plein de provisions dès juillet 1914 par peur des difficultés d'approvisionnement, les files d'attente se forment devant les banques pour retirer l'épargne et l'échanger contre de l'or à tel point que le 30 la Banque de France suspend la convertibilité, tandis qu'une partie des habitants évacue Paris vers le sud dès l'annonce de la mobilisation. Par la loi du 5 août 1914, une allocation journalière est versée aux familles pauvres dont le « soutien de famille » est mobilisé, à raison d'un franc et 25 centimes par jour. Par peur du manque de pain, les boulangers réservistes reçoivent à la demande des maires un sursis d'appel de 45 jours et le 8 août la production boulangère est limitée à un pain de quatre livres, alors que les brioches, croissants et pâtisseries sont interdits. Le 13 août, le gouvernement ordonne l'ajournement des loyers pour la durée de la guerre.

« AUX FEMMES FRANÇAISES
[…] Le départ pour l'armée de tous ceux qui peuvent porter les armes laisse les travaux des champs interrompus ; la moisson est inachevée, le temps des vendanges est proche.

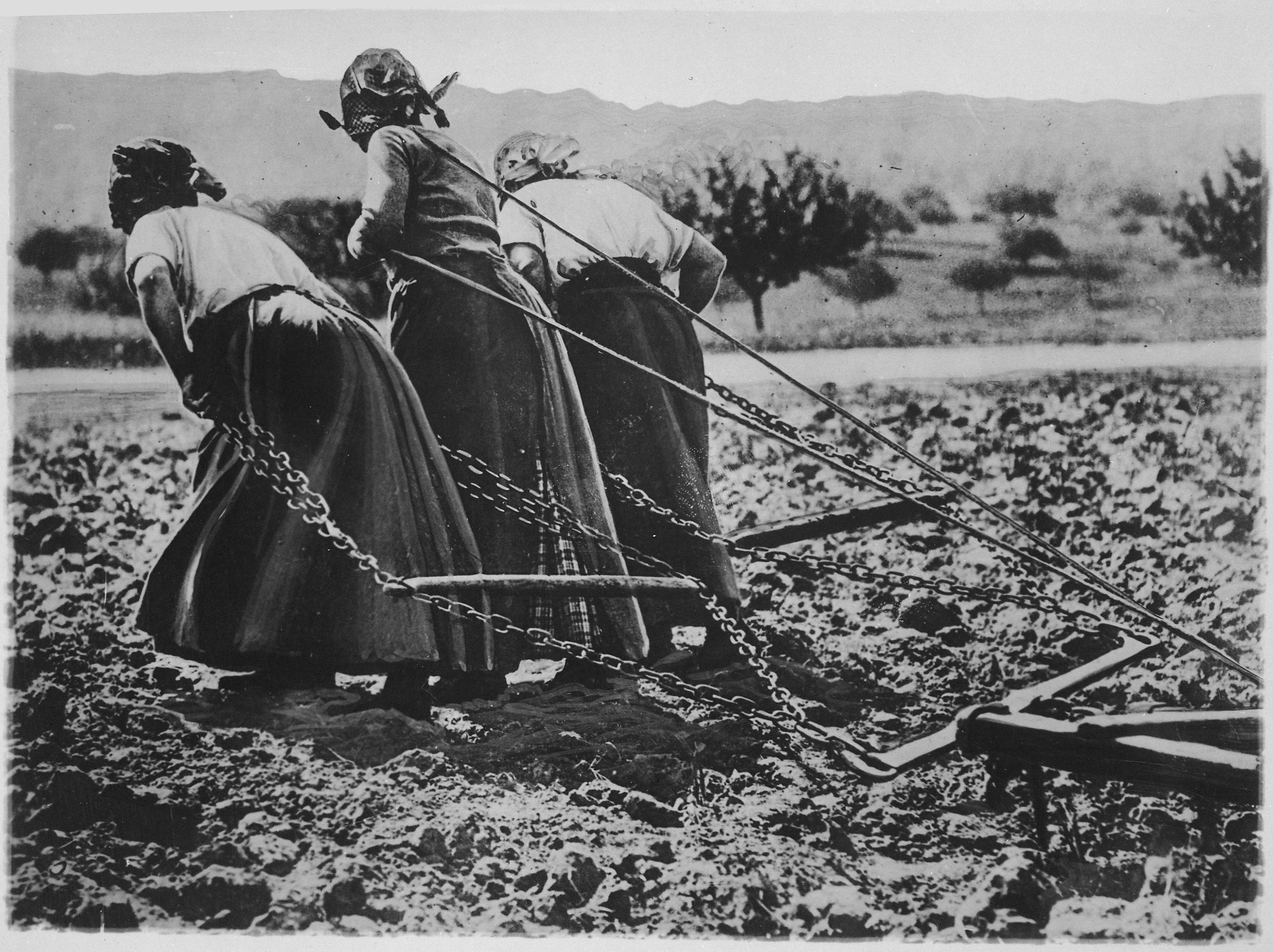
Image de propagande américaine vers 1917 : Françaises travaillant la terre.

Au nom du Gouvernement de la République, au nom de la Nation, tout entière groupée derrière lui, je fais appel à votre vaillance, à celle des enfants que leur âge seul, et non le courage, dérobe au combat. Je vous demande de maintenir l'activité des campagnes, de terminer les récoltes de l'année, de préparer celles de l'année prochaine ; vous ne pouvez pas rendre à la Patrie un plus grand service. […]
Debout donc femmes françaises, jeunes enfants, filles et fils de la Patrie ! Remplacez sur le champ du travail ceux qui sont sur les champs de bataille. […] Debout, à l'action ! Il y aura demain de la gloire pour tout le monde.
VIVE LA RÉPUBLIQUE ! VIVE LA FRANCE ! »

— René Viviani (président du Conseil des ministres), Appel aux femmes françaises, affiche du 2 août 1914.
Une partie des moissons et de la fenaison est encore à faire (début août), tandis que les vendanges sont à venir (septembre et octobre) et que l'industrie doit fournir habillement, équipement, armement et munitions à l'armée. Le plan de mobilisation ne laisse dans les usines d'armement que 50 000 ouvriers (dans les poudreries, les arsenaux d'artillerie et chez trente fournisseurs privés) avec de rares sursis d'appel et le remplacement partiel des mobilisés par des auxiliaires et des non-mobilisables ; les autres secteurs industriels cessent temporairement leurs activités. Pour nourrir les troupes dans l'immédiat, les autorités militaires réquisitionnent de la farine, du bétail et du vin. Les solutions appliquées à partir de la fin 1914 sont de rappeler les ouvriers qualifiés à l'arrière (« affectés spéciaux »), d'utiliser de la main d'œuvre féminine (les « munitionnettes »), des enfants, des étrangers (notamment Africains et Chinois), des prisonniers de guerre et des mutilés.

### Début des opérations militaires

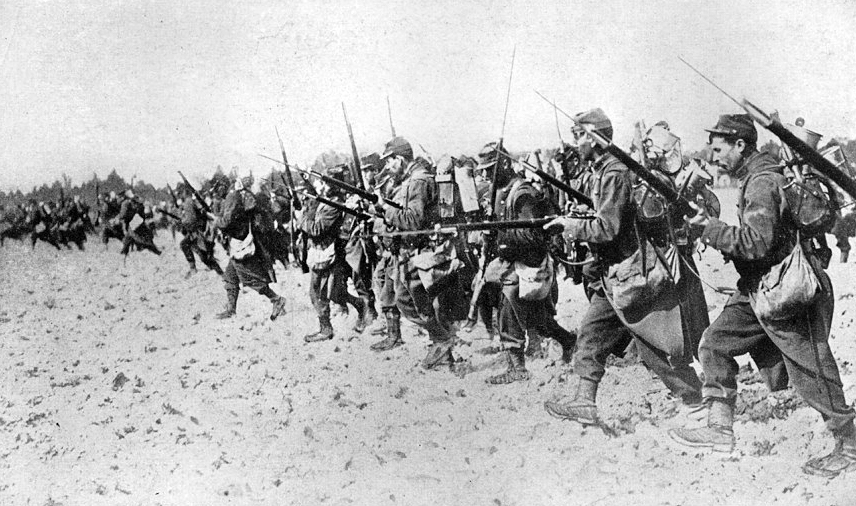
Infanterie française avançant en ligne, baïonnette au canon, 1913.

Les principales conséquences sont militaires : la mobilisation générale permet de fournir à l'armée française les effectifs dont elle a besoin pour mener la guerre contre l'Allemagne et les autres Empires centraux. Dès le 4 août, les troupes de couverture s'emparent des cols vosgiens de la Schlucht (deux heures après avoir reçu la notification de la déclaration de guerre), de Bussang et d'Oderen. Le 6 août, le corps de cavalerie entre en Belgique par Bouillon, Bertrix et Paliseul. Le 7 août, le 7e corps français franchit la frontière avec l'Allemagne et commence la conquête de la Haute-Alsace ; le 14, c'est au tour de toutes les unités des 1re et 2e armées d'entrer en Moselle, tandis que les 3e, 4e et 5e armées attendent les Allemands le long de la partie ardennaise de la Meuse.

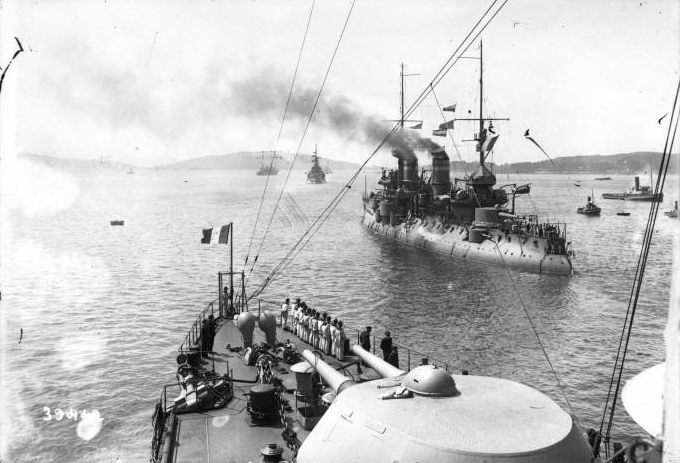
Une escadre française en rade de Toulon : le Bouvet vu d'un autre cuirassé.

Pour la marine française, l'entrée en guerre des Britanniques lui permet de ne plus craindre la marine allemande. Le 3 août 1914, la convention franco-britannique de 1913 entre en application, confiant la mer du Nord, le pas de Calais et la Manche à la Royal Navy, tandis que les Français se chargent de la Méditerranée, avec mission de faire la chasse aux croiseurs ennemis et d'établir un blocus naval au large des ports autrichiens. Par conséquent, seule une escadre légère composée de six croiseurs s'installe à Cherbourg (sous les ordres du contre-amiral Rouyer), complétée par des flottilles de torpilleurs et de sous-marins installées à Dunkerque, Calais et Boulogne, alors que l'« armée navale » composée principalement de 19 cuirassés se concentre à Toulon (commandés par l'amiral Boué de Lapeyrère), avant de s'installer à La Valette en septembre. Comme le dépôt des fusiliers marins de Lorient est plein et qu'aucun débarquement n'est initialement prévu, ces effectifs ainsi que des détachements de tous les ports forment le 7 août deux régiments regroupés dans une brigade de fusiliers marins (6 400 hommes, dirigés par les officiers de marine et des officiers-mariniers). Cette brigade, commandée par le contre-amiral Ronarc'h, est envoyée à partir du 17 août sur la place forte de Paris, avant d'être envoyée au front le 7 octobre.

## Appels ultérieurs

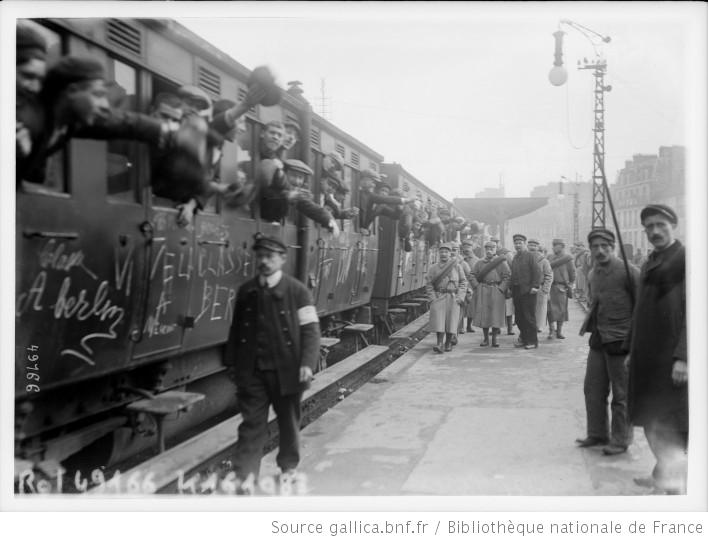
Départ de la classe 18, en 1917. Sur les wagons : « À Berlin ».

La mobilisation française se poursuit pendant toute la Première Guerre mondiale, avec l'appel successif sous les drapeaux de la réserve de l'armée territoriale (classes 1892 à 1888) de décembre 1914 à avril 1915 et surtout en avance des classes 1914 (à partir de septembre 1914, au lieu d'octobre), 1915 (à partir de décembre 1914), 1916 (en avril 1915), 1917 (en janvier 1916), 1918 (en avril 1917) et 1919 (en avril 1918),. Ces « bleus » doivent d'abord faire leurs classes avant de partir au combat ; la classe 1919 ne s'est retrouvée au front que pendant les dernières semaines de la guerre (c'est le cas pour les « derniers poilus » Fernand Goux et Pierre Picault). Même les criminels emprisonnés ou les anciens condamnés sont incorporés dans les bataillons d'infanterie légère d'Afrique.
La conscription est appliquée progressivement dans les colonies françaises, mais l'incorporation est inégale, variant selon le statut : les pieds-noirs réservistes sont mobilisés dès août 1914 et sont versés dans des unités de zouaves ; les habitants des « vieilles colonies » (Saint-Pierre-et-Miquelon, Guadeloupe, Martinique, Guyane, les quatre communes du Sénégal, La Réunion, les comptoirs des Indes, la Nouvelle-Calédonie et la Polynésie) fournissent les effectifs des unités coloniales (essentiellement des régiments d'infanterie coloniale) ; les indigènes (ils ne sont pas citoyens français, mais « sujets ») d'Afrique du Nord, d'Afrique-Occidentale, d'Afrique-Équatoriale, de Madagascar, de la côte des Somalis, des Comores et d'Indochine sont plus progressivement astreint au service, d'abord par volontariat (souvent favorisé voire forcé par les chefs locaux) complété par des appels assez limités, puis par des levées massives à partir de 1915 dans des unités de tirailleurs algériens, sénégalais, marocains, tunisiens, malgaches, tonkinois, annamites et somalis. Au total, toutes colonies confondues, 583 450 hommes sont progressivement incorporés, ce qui a entraîné plusieurs soulèvements aux colonies.
La première estimation du nombre total de mobilisés durant le conflit est publiée en 1920 par le député Louis Marin (qui en tant que rapporteur du budget, a besoin de savoir combien de familles doivent être indemnisées) en se basant sur un rapport de l'État-Major de l'Armée. Selon ce document, largement repris depuis, le total mobilisé par la France est d'environ 8 410 000 hommes du 2 août 1914 au 1er janvier 1919, dont 7 935 000 Français et 475 000 coloniaux (176 000 Algériens, 136 000 Sénégalais, 50 000 Tunisiens, 42 500 Indochinois, 34 000 Marocains, 34 000 Malgaches et 3 000 Somalis) : parmi eux, 1 329 640 sont morts à la suite des combats, auxquels il faut rajouter environ trois millions de blessés (dont 700 000 mutilés).

## Historiographie
Dès le début de la Grande Guerre, le principal sujet de recherche historique n'est pas la mobilisation elle-même, mais les causes et surtout les responsables du conflit. Le premier historien à se pencher réellement sur le sujet fut Charles Petit-Dutaillis, médiéviste et recteur de l'académie de Grenoble en 1914, qui ordonna à tous les instituteurs de l'Isère, de la Drôme et des Hautes-Alpes de rapporter quelle fut l'attitude des habitants lors des premiers jours. L'initiative de ce recteur remonta jusqu'au ministre de l'Instruction publique, Albert Sarraut, qui décida d'envoyer une circulaire en date du 18 septembre 1914 enjoignant à tous les instituteurs non mobilisés de tenir des notes sur les événements relatifs à la guerre, en commençant par la mobilisation. Pendant et après le conflit, ce sont les aspects diplomatiques (toujours liés à la question des responsabilités) et militaires (essentiellement les opérations) qui dominent la production historique, avec notamment le travail de Pierre Renouvin.
La publication progressive de témoignages de soldats n'y change rien : la vision presque exclusive de cette entrée en guerre pendant la majeure partie du XXe siècle, imprimée et enseignée, est celle de l'acceptation générale du conflit par la population et du départ des soldats la « fleur au fusil » (expression qui a servi de titre au témoignage de Jean Galtier-Boissière, publié en 1928), interprétés comme un élan enthousiaste traduisant l'esprit de revanche sur l'Allemagne. Le succès de cette vision mythifiée de l'entrée en guerre des Français s'explique par trois facteurs. Le premier est l'utilité immédiate d'une mobilisation présentée comme enthousiaste et qui est le pendant populaire de l'Union sacrée, les deux semblant émaner de l'ensemble du peuple alors qu'elles ne sont que le fruit des circonstances. Ensuite les images véhiculées par la presse et les écrits des intellectuels exaltant la guerre contribuent puissamment à forger ce mythe de la fleur au fusil. Enfin cette représentation permet de rejeter l'engagement du conflit sur les responsables politiques, les foules se laissant emporter par leur naïveté sans qu'il soit question de leur consentement à la guerre. Ce consensus convient à une population française de l'entre-deux-guerres à la fois patriote et pacifiste, puisqu'il est autant compatible avec une opinion de droite (guerre déclenchée par le patriotisme et les Allemands) qu'avec une opinion de gauche (les véritables responsables du carnage étant les politiques et plus généralement les élites).
Au début des années 1960, Jean-Jacques Becker fait de l'étude de l'opinion publique au moment de l'entrée en guerre des Français le sujet de sa thèse dirigée par Renouvin. Comme Becker doute du consensus, il se lance à la recherche de sources permettant de montrer l'état de l'opinion en 1914 et trouve au sein de la Bibliothèque de documentation internationale contemporaine le travail de compilation de Petit-Dutaillis. À partir des rapports des instituteurs, croisés avec d'autres sources (presse, fonds préfectoraux...), il remet en question le mythe de « la fleur au fusil ». Cependant il reste convaincu que les Français ont massivement adhéré à cette cause nationale qu'était la guerre. Si la thèse de Jean-Jacques Becker n'est pas discutée pour l'entrée en guerre, d'autres historiens comme Jules Maurin ou Philippe Boulanger notent que, passés les trois premiers mois, les engagements volontaires abandonnent leur caractère patriotique au profit d'une stratégie de survie. En effet, devancer l'appel sous les drapeaux permet de choisir son arme d'affectation. Or les volontaires choisissent plus volontiers l'artillerie ou la marine, réputées moins mortifères que l'infanterie. Ce constat nuance donc l'idée qu'il y aurait eu un consentement à la guerre constant chez les Français.
En étudiant les lettres ou les carnets d'intellectuels simples soldats ou peu gradés au front tels qu'Apollinaire ou le philosophe Alain, l'historien Nicolas Mariot réfute l'idée que la guerre fut le « creuset d'une union de classe, les inégalités sociales de la société française des années 1900 perdurant sous l'uniforme ». Ces intellectuels regrettent que leurs compagnons d'armes issus du peuple (paysans, artisans ou ouvriers) ne partagent pas leurs idéaux, patriotiques pour beaucoup. Se sentant isolés socialement malgré une promiscuité qui les dérange, ils supportent peu les jurons populaires ou les soirées de beuveries. Le soldat issu du peuple les regarde avec plus de méfiance que pour le gradé qui est souvent un homme issu du rang.

### Liens externes

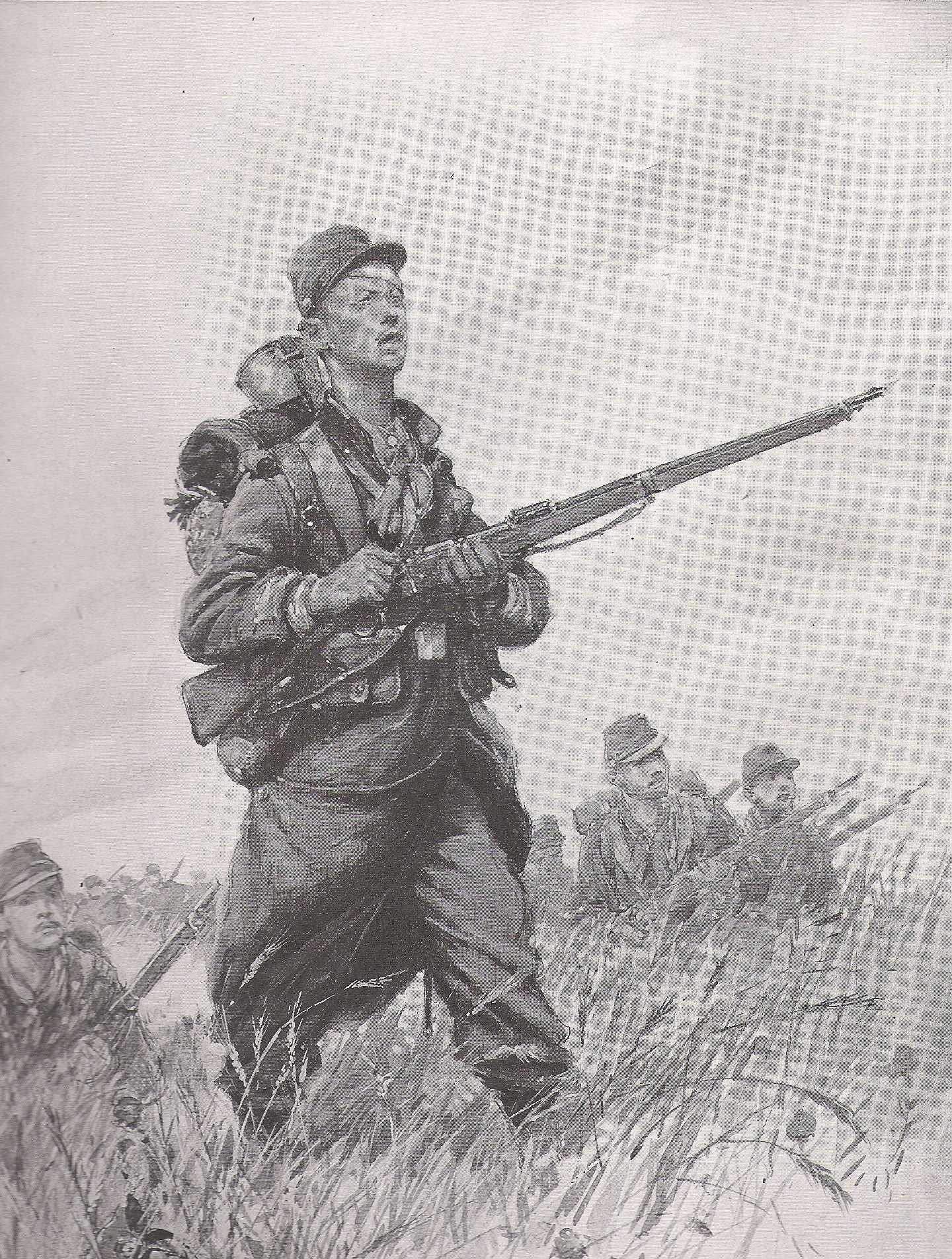
Georges Scott, « Et maintenant... En avant ! », dans L'Illustration, 12-19 septembre 1914. Fantassin du d'infanterie de Guingamp à la bataille de Guise.